# Schweizer Luftwaffe

Blériot-Eindecker auf dem Flugplatz Beundenfeld in Bern mit der Ballonhalle, erster Standort der Fliegertruppe

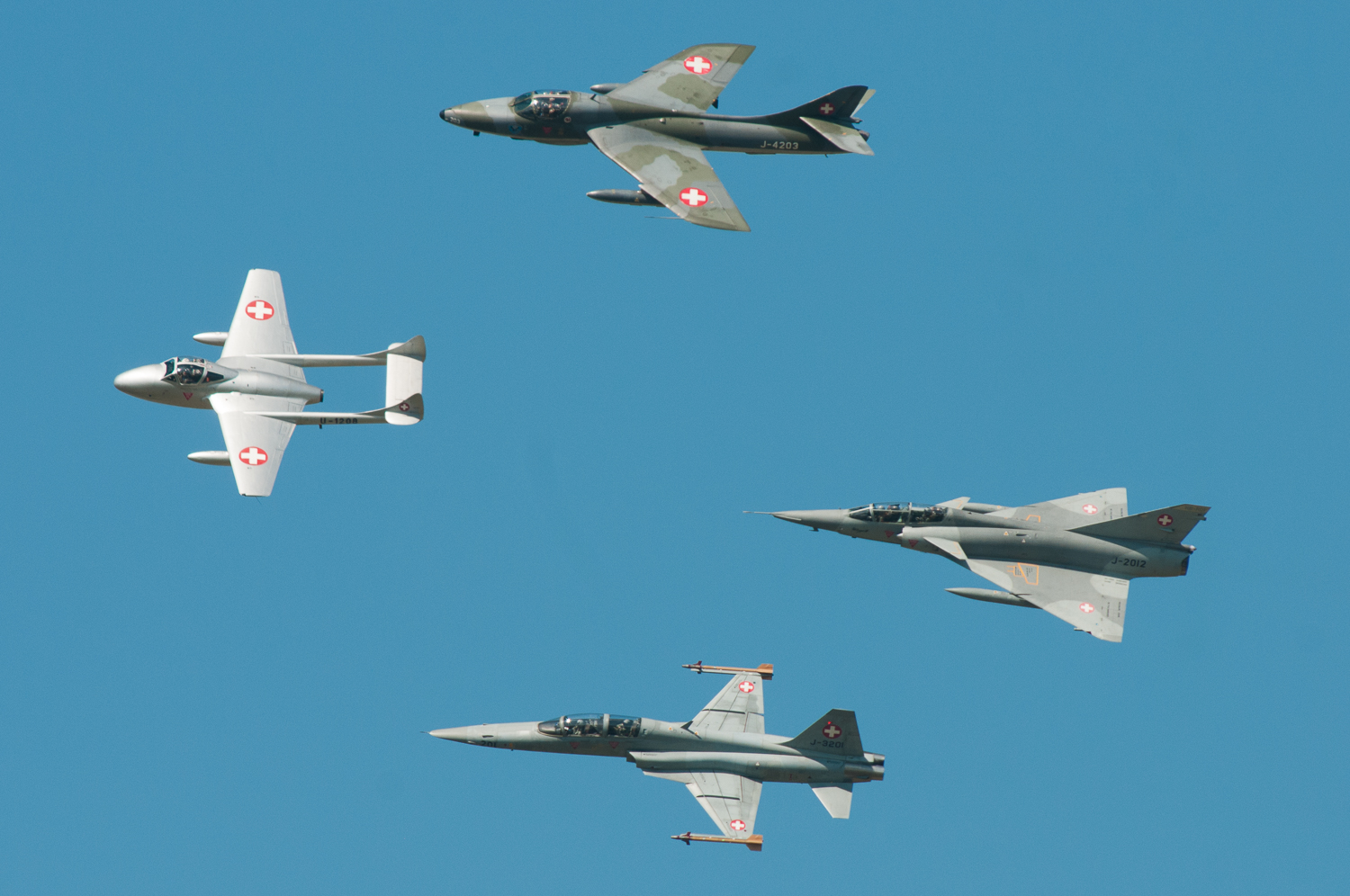
Flugzeugtypen der Schweizer Luftwaffe zwischen 1960 und 1996

Die Schweizer Luftwaffe (französisch Forces aériennes suisses, italienisch Forze aeree svizzere, rätoromanisch Aviatica militara svizraⓘ) ist die Luftstreitkraft der Schweizer Armee. Bis zum Ende des Jahres 1995 lautete die Bezeichnung FF Trp (Flieger Flab Truppen) bzw. Flugwaffe (fliegender Teil).

## Geschichte

### Pionierzeit

Lastwagen der Ballon-Pionierkompanie I in Bern

Flugzeuggeschwader in Linie aufgestellt auf dem Flugplatz Dübendorf

Die Anfänge der Schweizer Militäraviatik gehen auf das Jahr 1892 zurück, als zwei Vertreter des Generalstabsbureaus mit dem berühmten Ballonfahrer Spelterini aufstiegen, um den militärischen Nutzen speziell von Fesselballons zur Beobachtung zu prüfen. Im Jahr 1897 beantragte der Bundesrat beim Parlament die nötigen Mittel, und 1900 rückten Freiwillige zur ersten Luftschiffer-Rekrutenschule in Bern ein. 1912 rief die Schweizerische Offiziersgesellschaft zu einer Nationalspende für das Militärflugwesen auf. Das Resultat von 1,7 Millionen Franken übertraf die Erwartungen.

Leutnant Oskar Bider mit seinen Fliegeraspiranten in Dübendorf

Mit dem Ausbruch des Ersten Weltkriegs änderte sich die negative Einstellung der Behörden, die mit der Fraglichkeit der Miliztauglichkeit der Fliegerei begründet worden war. Am 31. Juli 1914 wurde der Kavallerie-Instruktor und Pilot Theodor Real mit der Aufstellung einer Fliegertruppe betraut. Er beschlagnahmte drei an der Landesausstellung in Bern ausgestellte Flugzeuge. Die ersten zehn ausgebildeten schweizerischen Piloten, darunter acht Romands, rückten zum Teil mit ihren eigenen Flugzeugen und Mechanikern in Bern-Beundenfeld ein, wo bei der Kaserne auch schon eine Ballonhalle bestanden hatte, und bildeten die neugeschaffene Fliegertruppe. Der Flugpionier Oskar Bider wurde zum Chefpiloten ernannt.
Um die im Krieg erforderlichen weiteren Flugapparate zu beschaffen, erteilte im Mai 1915 der Bundesrat der K+W in Thun den Auftrag, sechs Flugzeuge nach den Entwürfen des Schweizers August Haefeli zu bauen.
Im Dezember 1914 wurde vom improvisierten Flugplatz Beundenfeld nach Dübendorf übersiedelt; der erste Aussenposten war Claro im Tessin. Die Piloten traten während des Kriegs selten in Aktion und konzentrierten sich deshalb auf Ausbau und Schulung. Am Ende des Krieges verfügte die Truppe mit ihren 62 Piloten über 68 Flugzeuge. Allerdings war der Kommandant Theodor Real schon 1916 wegen der mangelnden finanziellen Mittel zurückgetreten, nach dem Kriegsende war der weitere Aufbau der Fliegertruppen aufgrund der Sparbemühungen des Bundes nur sehr eingeschränkt möglich. In der zweiten Hälfte der Zwanzigerjahre erprobte die Luftwaffe 27 Flugzeugtypen und gab dafür 2 Millionen Franken aus.
Erst ab 1930 wurde die alleinige Beobachtungsaufgabe der Fliegertruppe durch Kampfaufgaben ergänzt und neben Aufklärern vom Typ Fokker CV-E per Beschluss des Parlaments vom Dezember 1929 auch 60 Jagdflugzeuge Dewoitine D-27 beschafft. Im Mai 1930 demonstrierten 5000 Menschen in Zürich gegen diese Geldverschwendung. 42'000 Unterschriften waren von SP und Friedensbewegung gegen die Beschaffung von Militärflugzeugen gesammelt worden. Es waren «Ineffektivität des Beschaffungsvorhabens, Abrüstung im Zeichen des Weltfriedens und Geldverschwendung auf Kosten des Sozialstaates» geltend gemacht worden.
Die deutsche Aufrüstung blieb auch in der Schweiz nicht unbemerkt und mündete in der Beschaffung von C-35-Doppeldeckern und dem Erwerb von Lizenzen zum Bau der Morane.
Aufgrund der politischen Entwicklung in Europa wurde im Oktober 1936 die Fliegertruppe zur Waffengattung erklärt. Die Abteilung für Flugwesen und Fliegerabwehr mit einem Oberstdivisionär an ihrer Spitze wurde geschaffen. Bereits 1935 war mit dem Aufbau einer wirkungsvollen Fliegerabwehr begonnen worden. Innert kürzester Zeit wurde der Bestand an Flugzeugbesatzungen verdoppelt.
Im September 1937 waren in der Schweiz die Heinkel 112, die Breda 65 und die Morane vorgeführt worden. Am 3. Juni 1938 wurde ein Vertrag zum Lizenzbau der Morane abgeschlossen. Am 20. September 1938 wurde in Augsburg die Me-109 zur Probe geflogen und einen Monat später in 40 Einheiten bestellt. Am 27. Juli 1939, kurz vor Kriegsbeginn, folgte die Bestellung einer zweiten Serie von 50 Maschinen. Von den 1938 bestellten Flugzeugen standen bei Kriegsbeginn 10 Stück der Version D und 28 Stück der Version E zum Einsatz bereit. Fast zur selben Zeit wie die Beschaffung der Me-109 datierte im August 1938 eine Offerte von Vickers zuhanden der Kriegstechnischen Abteilung (KTA) für Spitfire-Flugzeuge. Der für die Werkzeugmaschinenfabrik Oerlikon von Emil Bührle tätige Rüstungsagent Antoine Gazda handelte aus eigener Initiative einen Lizenzvertrag aus und bot der Armee 200 in der Schweiz gebaute Spitfires an, während zwecks Rentabilität eine noch grössere Zahl in den Export gehen sollte. Am 21. Oktober 1938 entstand die «Studiengesellschaft zur Gründung einer Flugzeugfabrik AG» mit Standort Stans. Oberst Fierz von der KTA begann jedoch die eidgenössischen Behörden zu unterstützen und den Bezug von Messerschmitt-Flugzeugen «ab Stange» aus Deutschland. Ohne «Studiengesellschaft» gingen aus diesem Projekt durch Bührle und Gazda am 6. Dezember 1939 in Eigenregie die Pilatus Flugzeugwerke AG hervor.
Da es in den USA nur zweitklassiges Material zu kaufen gab, versuchten die Schweizer erneut, auch aus England Flugzeuge zu erhalten. Gegenüber den Engländern liess Oberst Robert Fierz verlauten, man sei nicht sehr glücklich mit den Me-109. Am 30. November 1939 geriet die Schweiz in der Priorität zur Lieferung von Spitfires hinter Portugal, das seinerseits bis mindestens Ende 1940 zu warten hatte. Die Idee wurde nicht ganz fallen gelassen, und noch im Juni 1943 wurde Winston Churchill um eine Stellungnahme gebeten, die dieser im positiven Sinne abgab. Allerdings hatte das Luftfahrtministerium die Schweiz schon vorab darüber informiert, dass es nicht zu einer Lieferung kommen werde.
Gottlieb Duttweiler (LdU) hatte im Oktober 1937 ein Postulat eingereicht, in dem die Regierung aufgefordert wurde, durch eine Delegation in den USA Flugzeuge zu kaufen mit dem Ziel, die Luftwaffe auf 1000 Flugzeuge zu vergrössern. Der Bundesrat lehnte den Antrag ab, da er lieber die eigene Flugzeugindustrie fördern wollte. Duttweiler propagierte unter dem Schlagwort «1000 Flugzeuge» daraufhin in der Tat einen Ausbau der Luftwaffe auf 1000 Flugzeuge und die Ausbildung von 3000 Piloten zu von ihm errechneten Kosten von 300 Millionen Franken mit der Argumentation, dass eine starke Luftwaffe gerade ein kleines Land mit wenigen Soldaten stark in der Landesverteidigung machen würde. Dazu plante er eine Volksinitiative für eine Wehrabgabe von einem Prozent zur Finanzierung von 1000 Flugzeugen sowie zur Förderung des Fliegens und der Schweizer Flugzeugindustrie. Zum selben Zweck gründete er die Genossenschaft In Memoriam Bider/Mittelholzer/Zimmermann. Nachdem Duttweiler auch mit einer Motion zur Erreichung dieses Ziels mehrfach im Parlament unterlegen war, begann der LdU mit Unterstützung der Sozialdemokraten im Februar 1939 eine Unterschriftensammlung für eine Volksinitiative. Die für nur eineinhalb Monate angesetzte Sammlung verfehlte das angestrebte Ziel von mehreren hunderttausend Unterschriften mit 92'199 deutlich. Daraufhin beschloss Duttweiler nach einem weiteren halben Jahr und nach Beginn des Zweiten Weltkriegs, die Initiative nicht einzureichen. Obwohl die Initiative ohne greifbares Ergebnis blieb, erleichterte sie dem Bundesrat die Erhebung eines Wehropfers, und auch der Wehrwille der Bevölkerung wurde gestärkt.

### Im Zweiten Weltkrieg
Die Schweizer Flieger- und Fliegerabwehrtruppen mobilisierten am 28. August 1939, drei Tage vor dem Kriegsausbruch. Sie verfügten über 86 Jagd- sowie 121 Beobachtungs- und Erdkampfflugzeuge. Von den 21 Fliegereinheiten galten nur drei als kriegstüchtig; fünf besassen keine Flugzeuge. Die Lücke wurde sukzessive durch den Ankauf weiterer Messerschmitt Bf 109 und in Lizenz gefertigter französischer Morane-D-3800 (beide Typen Jäger) geschlossen. 1943 nahm das Eidgenössische Flugzeugwerk in Emmen seinen Betrieb auf. In kürzester Zeit zog sich die Fliegertruppe ins Schweizer Réduit zurück. Es entstanden geschützte Flugzeugkavernen, zum Beispiel in Alpnach, Meiringen und Turtmann. 1942/1943 wurde der Fliegerschiessplatz Ebenfluh/Axalp in Betrieb genommen. Das 1941 gegründete Überwachungsgeschwader konnte ab 1943 aktiv eingreifen. 1944 wurde versuchsweise ein Nachtgeschwader gebildet, das 1950 wieder aufgelöst wurde.
Die Fliegertruppe stand gemeinsam mit der im Aufbau begriffenen Fliegerabwehr, teils gesamthaft, teils in Ablösungen, im Aktivdienst. In den ersten Kriegsmonaten kamen die Flieger- und Fliegerabwehrtruppen nur sporadisch zum Einsatz. Erst als am 10. Mai 1940 die deutsche Offensive gegen Westen und damit die zweite Generalmobilmachung der Armee ausgelöst wurde, mehrten sich die Grenzverletzungen durch deutsche Flugzeuge.

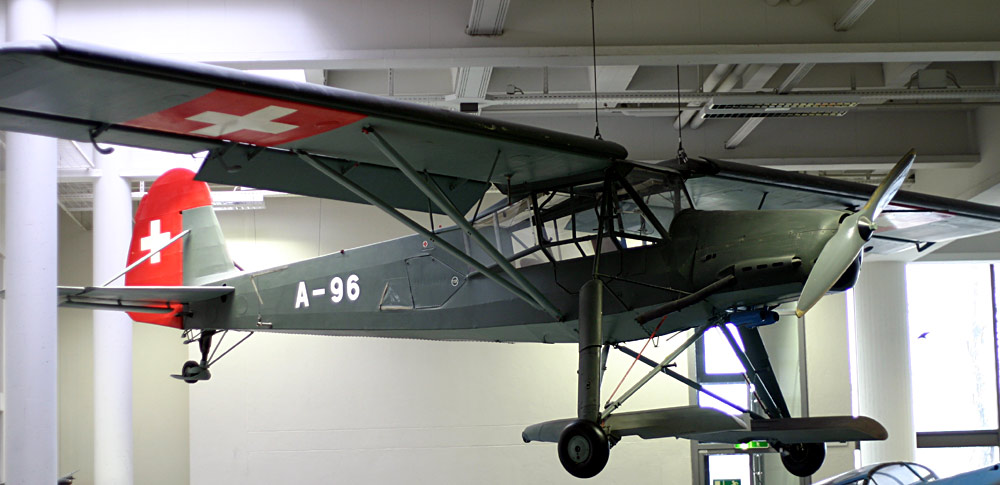
Die Fieseler Fi 156 Storch bewährten sich besonders bei Einsätzen im Gebirge auf extrem kurzen Pisten

Die Schweizer Besatzungen erfüllten insbesondere Anfang Juni entschlossen ihre defensive Aufgabe. Die Fliegertruppe schoss im Luftkampf elf Flugzeuge der deutschen Luftwaffe ab (sechs Kampftage). Sie hatte aber in dieser Zeit auch selber drei Todesopfer zu beklagen (zwei abgeschossene Schweizer Flugzeuge). In der Folge protestierte die Reichsregierung am 6. Juni 1940 gegen die schweizerischen Angriffe auf deutsche Flugzeuge, die sich nach ihrer Darstellung grösstenteils im französischen Luftraum befunden oder die schweizerische Lufthoheit nur irrtümlich verletzt hätten. Deutschland verlangte Schadenersatz und eine Entschuldigung durch den Bundesrat. Um der Schweiz einen Denkzettel zu verpassen, wurden Saboteure in die Schweiz geschickt, die am 16. Juni 1940 zwischen 22 und 24 Uhr Sprengstoffanschläge auf den Flugplätzen Spreitenbach, Bözingen, Payerne und Lausanne durchführen sollten. Bis zum 16. Juni konnten dank der Wachsamkeit ziviler und militärischer Stellen alle Saboteure verhaftet werden.
In einer zweiten – noch schärferen – Note vom 19. Juni 1940 bezeichnete die deutsche Reichsregierung die Abschüsse als flagranten feindseligen Akt und drohte der Schweiz im Wiederholungsfalle Sanktionen und Vergeltungsmassnahmen an (die Schweiz erhielt weniger der wichtigen Kohle von Deutschland). Am 20. Juni (und bis Ende Oktober 1943) verbot General Guisan deshalb aus politischen Gründen Luftkämpfe über schweizerischem Hoheitsgebiet. Am 1. Juli 1940 entschuldigte sich der Schweizer Bundesrat bei der deutschen Reichsregierung für allfällige Grenzverletzungen durch schweizerische Piloten, ohne solche einzugestehen.
Am 16. Juli liess die deutsche Reichsregierung daraufhin verlauten, die Fliegerzwischenfälle seien beigelegt.

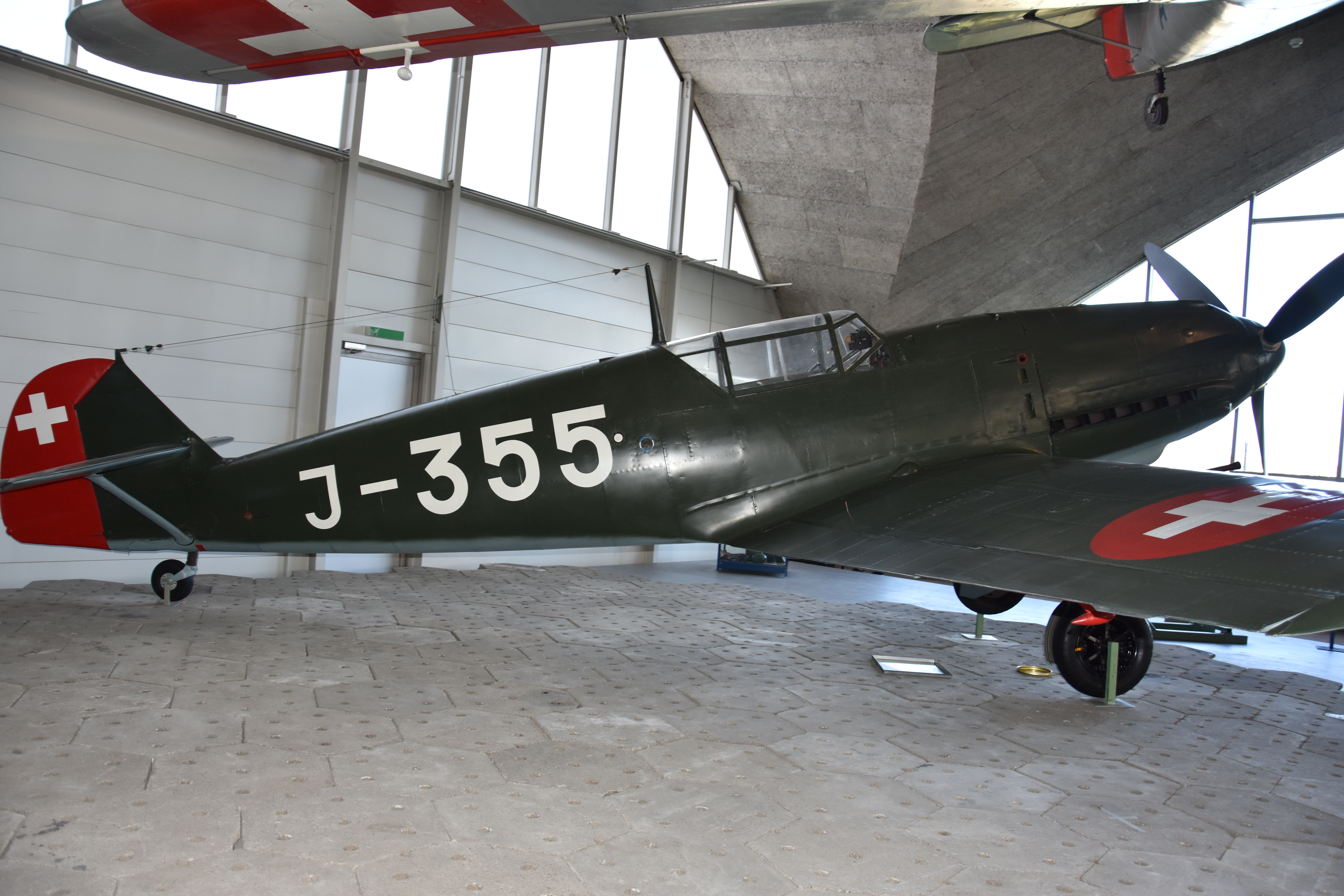
Messerschmitt Bf 109 E («Emil»)

Im September 1944 gab es noch einen Abschuss eines Schweizer Flugzeuges mit Todesfolge, diesmal durch eine US-Besatzung.
Im Zweiten Weltkrieg wurden 6501 Grenzverletzungen gezählt, 198 fremde Flugzeuge landeten auf Schweizer Hoheitsgebiet, 56 stürzten ab.
Die aus Occasionsbeständen der US-Luftwaffe nach dem Krieg günstig erworbenen P-51 Mustang waren nach dem Zweiten Weltkrieg mit 131 Exemplaren von 1948 bis 1958 bei der Schweizer Luftwaffe im Einsatz.

### Düsenfliegerei
Schon 1946 erprobte die Schweizer Flugwaffe vier Düsenflugzeuge des Typs Vampire Mark I. Aufgrund der positiven Resultate wurde eine erste Serie von 75 Vampires der verbesserten Version «Mark 6» beschafft. Am 20. März 1950 begann die Umschulung der ersten Fliegerstaffel, die vom Milizoffizier Arthur Bill kommandiert wurde. Ein Pilot brauchte im Durchschnitt 27 Flugstunden, um das einsitzige Düsenflugzeug sicher steuern zu können. Damit wurden Bedenken, dass der Vampire nicht miliztauglich sei, widerlegt. Ab 1960 wurden Schleudersitze eingebaut, bis zu diesem Zeitpunkt durften die Flugzeuge nur von unverheirateten Piloten geflogen werden. Der «Vämpi» war nach der Beschaffung einer weiteren Serie von 100 Flugzeugen bis 1990 als Schulflugzeug im Einsatz. Das Flugzeug besass noch einen Rumpf aus Holz wie auch noch die späteren De Havilland DH.112 Venom.
In den 1950er Jahren erreichte der Kalte Krieg zwischen dem Westen und dem Ostblock einen Höhepunkt. Auch die Schweiz rüstete stark: Es wurden nie zuvor und auch nie nach dieser Periode so viele Kampfflugzeuge für die Luftwaffe beschafft. Lieferant war schlussendlich ausschliesslich Grossbritannien: Zuerst die genannten Vampires, dann fast ohne Unterbruch 250 De Havilland DH.112 Venoms und danach die Hawker Hunter. Unter dem Eindruck der Ungarn-Krise war im Herbst 1956 jedoch eine eilige Beschaffungsbotschaft an das Parlament erstellt worden zur Beschaffung von 40 französischen Dassault Mystère IV, was dem Parlament jedoch zu rasch ging. Der Berichtverfasser forderte auch bei der nachfolgenden vertieften Evaluation im Januar 1957 eine Lieferung der Flugzeuge innert 12 Monaten. Im Februar wurden sodann die je zwei in der Schweiz eingetroffenen Hawker Hunter und Canadair Sabre 6 getestet.
In diesem Jahr war die Schweiz das erste Land der Welt, dessen Kampfstaffeln ausschliesslich mit Strahlflugzeugen ausgerüstet waren. 
Im Mai 1957 kamen Hunter und Sabre nochmals in die Schweiz, bis dahin war klar, dass ein Flugzeug unabhängig vom laufenden Projekt FFA P-16 und dem schon abgebrochenen Projekt N-20 Aiguillon gekauft würde, da eine Serienproduktion der P-16 noch Jahre entfernt war. Am 20. Mai entschied sich die Evaluations-Equipe für den Hunter, eines der damals fortschrittlichsten Jagdflugzeuge überhaupt. Die Venom blieben bis 1983 im Einsatz, und die Hunter demonstrierten ihre Wendigkeit bis 1994 auch bei der Patrouille Suisse.
Eine Delegation erprobte 1959 in Italien die G-91 und in Schweden die Saab Draken; beim Draken war insbesondere die Sicht des Piloten abzuklären und zu modifizieren.
In den 1960er Jahren wurde unter den erheblichen politischen Nebengeräuschen der Mirage-Affäre mit der Mirage ein Abfangjäger mit der Fähigkeit zu doppelter Überschallgeschwindigkeit beschafft.

### Bodenorganisation
Am 1. Februar 1968 wurde im Rahmen einer Reorganisation die Flugplatzbrigade 32 gegründet, welche die Fliegerbodentruppen auf allen Militärflugplätzen der Schweiz, rund 16'000 Angehörige der Armee umfasste. Sie war in einen Brigadestab, drei Flugplatzregimenter sowie eine Leichtflugplatzabteilung gegliedert. Sie umfasste drei Flugplatz-Regimenter, régiment aérodrome 1 Wallis, Flugplatzregiment 2 Berner Oberland und Westschweiz, Flugplatzregiment 3 Zentralschweiz und Tessin, sowie eine schweizweit tätige Leichtflugplatzabteilung. In Kombination mit dem BAMF, Bundesamt für Militärflugplätze, stellte diese Organisation mit deren ZV Zentralverwaltung in Dübendorf eine äusserst robuste und schlagkräftige Struktur dar, die innerhalb von 48 Stunden mit einer Mobilmachung durchgehend aktiviert werden konnte. Der Kontrollbestand der Flieger- und Fliegerabwehrtruppen lag am 15. März 1986 bei 80'419 Angehörigen der Armee.

### Flugzeugbeschaffung Siebziger- und Achtzigerjahre

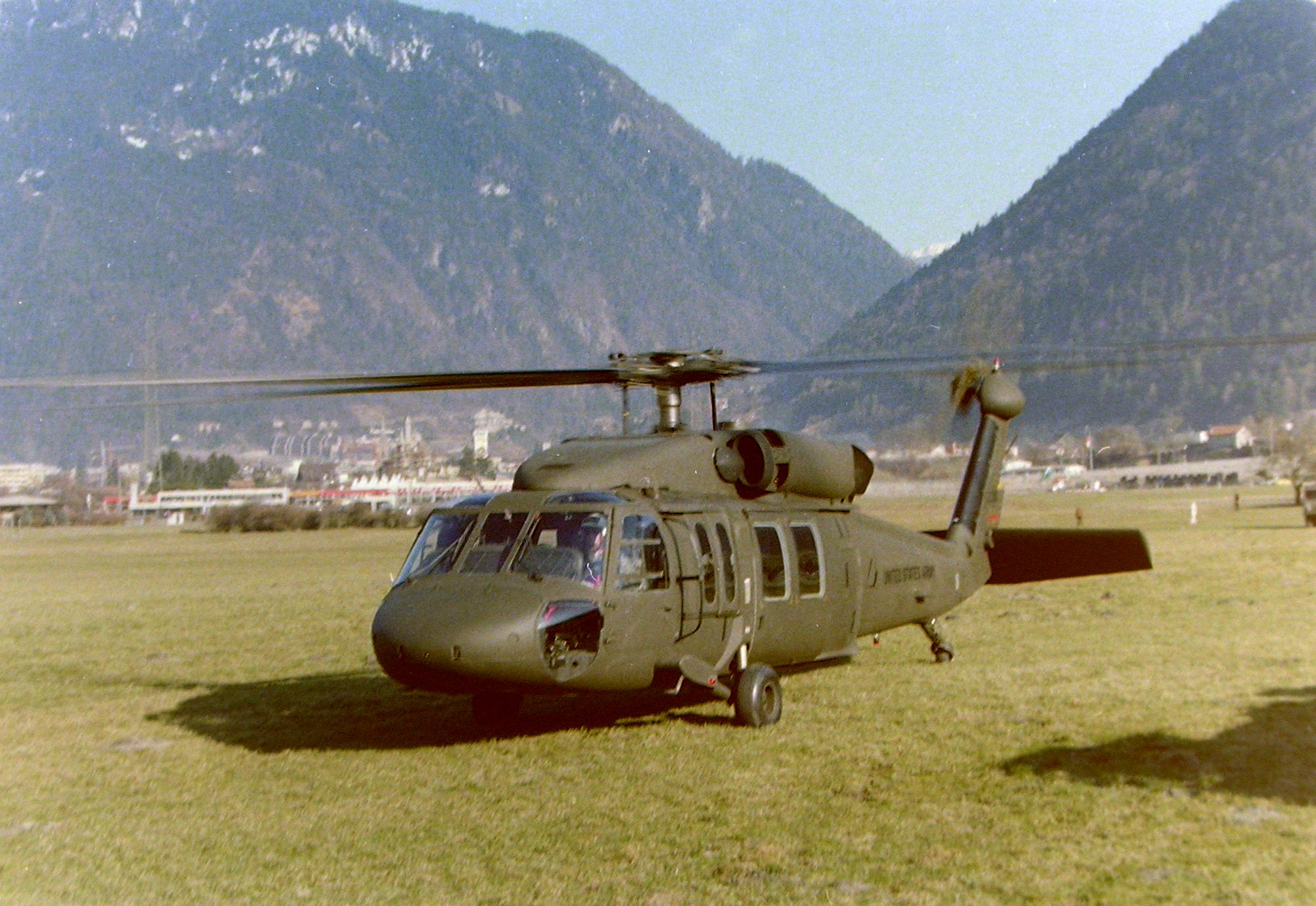
Die bei der Beschaffung unterlegene Black Hawk UH-60 bei der Erprobung auf dem Waffenplatz Chur

Im Jahr 1971 wurde die Beschaffung von 30 werksrevidierten Huntern beschlossen.
Ein unterschriftenreifer Kauf von 60 Corsair A-7G führte 1972 zu so grossen Meinungsverschiedenheiten, dass am Ende weder die A-7 noch die aus der Mirage konstruierte Milan S beschafft wurde. Stattdessen wurde eine Tranche von weiteren 30 Huntern als Occasionen bezogen. 1972/73 lag auch eine Offerte zum Kauf von A-4B-Skyhawk-Flugzeugen vor, anfänglich gebrauchte, danach neue Flugzeuge.
Am 27. August 1975 beschloss das Parlament die Beschaffung von 66 F-5E Tiger und sechs F-5F Tiger. Die Northrop F-5 setzte sich in der Evaluation gegen die F-4 Phantom II, Dassault Mirage F1 und Saab 37 Viggen durch, nachdem die Hawker Siddeley Harrier, Fiat G.91Y und Douglas A-4N Skyhawk schon früher aus der Evaluation ausgeschieden waren. Mit dem Rüstungsprogramm 1981 wurden weitere 32 F-5E und sechs F-5F beschafft. Alle F-5 wurden in den USA hergestellt und die Endmontage im Eidgenössischen Flugzeugwerk Emmen (F+W) durchgeführt.
Nachdem 1979 vier Helikopter-Typen auf ihre Eignung überprüft worden waren, traf am 28. Februar 1980 eine UH-60 Black Hawk in Emmen ein, um gegen den zweiten verbliebenen Typ, den Prototyp des Super Puma, evaluiert zu werden. Peter Regli leitete die Evaluation.
Das Rennen machte der Super Puma, in der Schweiz nach dem Beschaffungsjahr 1986 und der Bezeichnung Transport Helikopter auch TH86 genannt. Die ersten drei Maschinen trafen ab 14. August 1987 ein, und ab 23. Mai 1991 folgten zwölf weitere Maschinen als TH89. Die drei TH86 wurden auf den leicht modifizierten Stand des TH89 gebracht.
An der Sitzung des Rüstungsausschusses vom 10. Mai 1983 wurde aufgrund einer Eingabe des Kommandanten der Flieger- und Fliegerabwehrtruppen vom 19. April 1983 das Projekt für ein «neues Jagdflugzeug» in die Wege geleitet. Am 3. Oktober 1988 beschloss der Bundesrat die Beschaffung von 34 Kampfflugzeugen F/A-18.

### Geschichte ab 1990
Am 1. Januar 1990 wurde die Fliegerbrigade 31 nach Funktion in 4 Regimenter umstrukturiert; dem Fliegerregiment 1 für Aufklärung, 2 für Luftverteidigung, 3 für Erdkampf und 4 für Lufttransport.

#### F/A-18-Initiative, 1992/1993

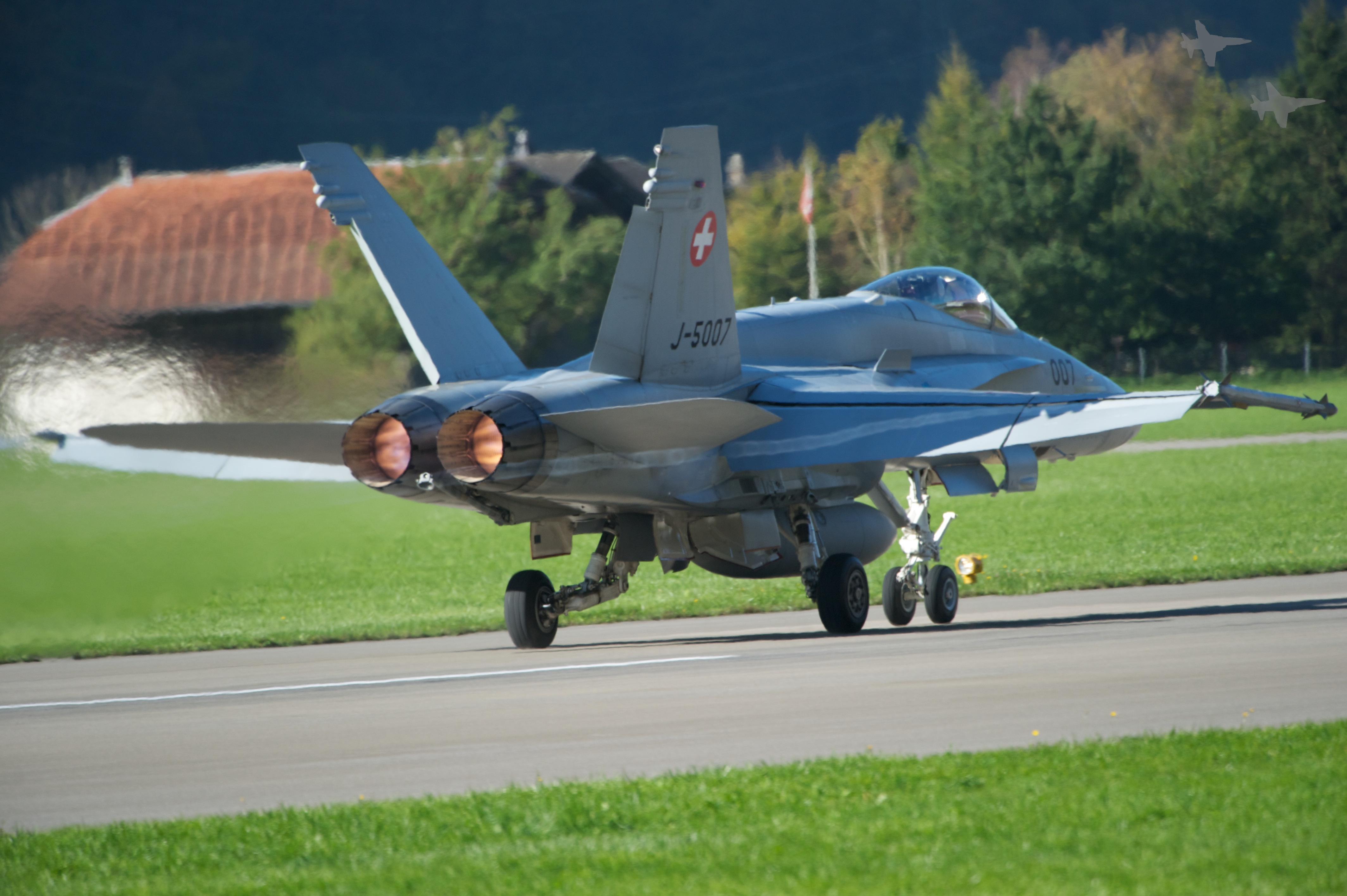
Schweizer F/A-18

Als im Frühjahr 1992 beide Kammern des Parlaments der Beschaffung von 34 Kampfflugzeugen des Typs F/A-18 zugestimmt hatten, gelang es der GSoA nach eigenen Angaben innerhalb 32 Tagen, fast 500'000 Unterschriften für eine Initiative gegen dieses Vorhaben zu sammeln. Am 9. Juli 1992 stellte die Bundeskanzlei fest, dass die Initiative mit 181'707 gültigen Unterschriften zustande gekommen war. Konkret wollte die Initiative einen Kauf von Kampfjets bis im Jahre 2000 verhindern. Armeekreise bekämpften auch diese zweite GSoA-Initiative. Sie wurde als Armeeabschaffung in Raten bezeichnet. Die zweite GSoA-Initiative wurde am 6. Juni 1993 abgelehnt, allerdings waren 42,8 % der Abstimmenden für einen Verzicht auf die Flugzeuge. Das Abstimmungsbüchlein suggerierte des Weiteren einen Ersatz von damals kaum mehr vorhandenen 130 Huntern durch «nur» 34 F/A-18. Tatsächlich wurden jedoch die ebenfalls 34 Mirage S ersetzt, die während des ganzen Kalten Krieges das Rückgrat der Luftverteidigung gebildet hatten. Die F/A-18 wurden explizit dafür beschafft und nicht für die aufgegebene Rolle der Hunter.

#### Erste Brevetierung von Helikopterpilotinnen, 1995
Am 2. Juni 1995 wurden erstmals Frauen als Militärpilotinnen im Offiziersrang brevetiert. Dies waren die Helikopterpilotinnen Ines Meier, Sibylle Meier, Annette Müller und Katja Stucki; sie hatten die 68-wöchige Ausbildung absolviert, woran sich 26 Wochen des Abverdienens anschlossen. Die Ausbildung für Frauen auf Kampfflugzeugen war zu dem Zeitpunkt in der Schweiz noch nicht vorgesehen.

#### Umbenennung in Luftwaffe, 1996
Die Flieger- und Fliegerabwehrtruppen einschliesslich deren fliegender Teil Flugwaffe wurden im Rahmen der Reorganisation EMD 95 per 1. Januar 1996 in Luftwaffe umbenannt. Diese Bezeichnung entspricht internationaler Usanz. Erste Beschriftungen Swiss Air Force wurden auf den Verbindungsflugzeugen Learjet und King Air erstellt, danach erhielten die Super-Puma-Helikopter im Rahmen ihrer Einsätze im Kosovo ab 1999 auffällige Beschriftungen, die später bei allen Hubschraubern und Transportflugzeugen durch kleinere, permanente Beschriftungen ersetzt wurden.
Ab 1998 wurde der Bambini-Code, die ehemalige Sprache der Piloten der Schweizer Luftwaffe, ersetzt durch den Brevity Code der NATO.

#### Volksinitiative «Gegen Kampfjetlärm in Tourismusgebieten», 2005/2008
Der Verein Helvetia Nostra lancierte unter der Federführung von Umweltschützer Franz Weber die eidgenössische Volksinitiative «Gegen Kampfjetlärm in Tourismusgebieten», welche am 3. November 2005 eingereicht wurde. Im Rahmen eines neuen Stationierungskonzepts wurde die Fliegerstaffel 11, die F/A-18-Kampfflugzeuge fliegt, per 1. Januar 2006 von Dübendorf nach Meiringen verlegt, wodurch dort die Flugaktivitäten zunahmen. Die Initiative wollte die Erholungsgebiete des Tourismus vor Fluglärm schützen, indem sämtliche militärischen Übungsflüge mit Kampfflugzeugen in Friedenszeiten verboten werden sollten. Die Volksabstimmung wurde am 24. Februar 2008 mit 31,9 % Ja-Stimmen und einem Ständemehr (0:20 6/2) deutlich abgelehnt. In der vom Fluglärm direkt betroffenen Gemeinde Meiringen wurde der Initiative mit 926 (52 %) zu 856 Stimmen zugestimmt.
Mit einem am 10. Mai 2010 an das VBS gerichteten Begehren forderten die Stiftung Giessbach dem Schweizervolk und weitere Kläger (Hoteliers und Einzelpersonen) die Überprüfung der Rechtmässigkeit der in den Jahren 2006 bis 2009 durch die Flugbewegungen der Kampfjets verursachten Lärm- und Schadstoffimmissionen im Gebiet von Meiringen und Umgebung. Am 23. November 2010 verfügte das VBS, nicht auf das Begehren einzugehen, worauf die Kläger am 6. Januar 2011 den Fall an das Bundesverwaltungsgericht weiterzogen. Dieses verpflichtete das VBS mit dem Urteil vom 7. September 2011 nun doch, zum Begehren Stellung zu nehmen, was das Bundesgericht bestätigte.

#### Stationierungskonzept, ab 2006 und 2013
Die Luftwaffe hatte 2006 und 2013 ein sogenanntes Stationierungskonzept ausgearbeitet, das vor allem bei den Kampfflugzeugen Auswirkungen auf die Anzahl der Flugbewegungen hatte. Die Gesamtzahl der verbleibenden Flugbewegungen wurde zunächst mit 20'950 (Start und Landungen pro Jahr) für Payerne festgelegt, an zweiter Stelle stand Emmen (17'500). Es folgten Sion (11'180), Locarno (8'500) und Meiringen (7'436). Auf den Flugplatz Sion wurde im Entscheid vom 26. November 2013 verzichtet und der Flugbetrieb per Ende 2017 eingestellt.

#### Volksinitiative und Referendum gegen die Beschaffung von neuen Kampfflugzeugen, 2008 und 2014
Eine Volksinitiative der Gruppe für eine Schweiz ohne Armee für ein Beschaffungs-Moratorium bis 2019 kam am 8. Juni 2009 zustande. Am 25. August 2010 hatte sich der Bundesrat entschieden, die Beschaffung eines neuen Kampfflugzeuges aus finanziellen Gründen bis spätestens 2015 zu verschieben. Daraufhin zog die GSoA ihre Initiative zurück, da der angestrebte Zeitraum ohnehin erreicht werde.
Für den Ersatz der F-5 Tiger wurden ab 2011 doch wieder Flugzeuge in Erwägung gezogen: Eurofighter Typhoon (Deutschland, Vereinigtes Königreich, Italien, Spanien), Saab JAS-39 Gripen (Schweden), Dassault Rafale (Frankreich), während McDonnell Douglas eine Offerte für die F/A-18E/F Super Hornet (USA) wieder zurückgezogen hatte. Weil der Teilersatz finanziell aufwendig und politisch heikel war, wurden auch kostengünstigere Varianten wie etwa der Erwerb gebrauchter Kampfflugzeuge, primär F/A-18C/D, geprüft. Weiter hatte das VBS am 20. April 2011 entschieden, doch eine Modernisierung der F-5 Tiger zu prüfen.
Am 18. Mai 2014 lehnte die Schweizer Stimmbevölkerung durch Volksentscheid mit 53,4 % der Stimmen die von Bundesrat und Parlament am 30. November 2011 beantragte Anschaffung eines neuen Kampfjets Saab Gripen ab. Schon die Finanzierung der Beschaffung gelang nicht im ersten Anlauf und gleich zwei Gruppen, jene aus dem links-grünen Bündnis «Stop-Gripen», welche das Referendumkomitee bildete, sowie eine aus dem bürgerlich-liberalen Lager, bekämpften die Beschaffung. Die eigentlich zu ersetzenden F-5 Tiger würden nach Angaben im Jahr 2015 bis mindestens 2017 im Einsatz bleiben. Im Jahr 2022 lehnte das Parlament die in der Armeebotschaft des Bundesrates geplante Ausserdienststellung der Tiger abermals ab. 2024 kündigte der Bundesrat die Ausflottung der Tiger per 2027 an. Ein Postulat im Parlament zur Erstellung eines weiteren Berichts über die militärisch wertlosen, aber für Übungszwecke brauchbaren Flugzeuge wurde abgelehnt. In der letzten Debatte aufgrund des Antrags Salzmann (SVP) im Ständerat kam zur Sprache, dass eine weitere bisherige Aufgabe der Tiger, nämlich jene des Aggressors nach der Einführung des F-35 hinfällig würde.

#### Erste Kampfjetpilotin, 2018
Pascale Schneider war im Sommer 1996 die erste Jetpilotin der Schweizer Luftwaffe, 1998 war sie Fluglehrerin im Überwachungsgeschwader und bildete Jetpiloten auf dem Hawk aus. Dies war das damals gesetzlich Mögliche, bis 2004 war es Frauen nicht möglich, Kampfjets zu fliegen. Erst im Jahr 2017 schloss Fanny Chollet die taktische Grundausbildung auf Pilatus PC-21 ab und konnte 2018 mit der Ausbildung auf dem Kampfjet F/A-18 beginnen. Nach der Brevetierung wurde sie in die Fliegerstaffel 18 eingeteilt.

### Beschaffungen ab den 2000er-Jahren

#### Beschaffung Transportflugzeug
Das VBS hatte nach ausgiebiger Evaluation der Alenia C-27J Spartan und der CASA CN-235 die Beschaffung von zwei CN-235 vorgeschlagen. Dies wurde 2004 jedoch im Parlament abgelehnt. In den Jahren 2012 bis 2014 waren 11,6 Millionen Franken für die Mieten spanischer Frachtflugzeuge zur Versorgung der Swisscoy-Mission aufgewendet worden. Anfang 2015 wurden mehrere Motionen von Politikern eingereicht mit der Forderung, dass die Luftwaffe nun doch zwei Transportflugzeuge beschaffen soll.

#### Ersatz für die Aufklärungsdrohne ADS 95
Zum Ersatz der Aufklärungsdrohnen ADS 95 wurde 2012 eine fliegerische Evaluation durchgeführt. Die Super Heron der Firma Israel Aerospace Industries stand der Hermes 900 HFE von Elbit Systems bei der Evaluation gegenüber. Im Juni 2014 fiel die Wahl auf das Drohnensystem Elbit Hermes 900, es handelt sich um ein unbewaffnetes Aufklärungsdrohnen-System. Mit dem Rüstungsprogramm 2015 wurde der Kauf von sechs modifizierten Elbit Hermes 900 beschlossen. Ab 2019 sollten die verbliebenen 15 ADS-95 ersetzt werden. Wegen Verzögerungen sollten die Drohnen zuerst 2024 einsatzfähig sein, inzwischen ist die Rede von spätestens 2029. Erstmals bei einem Rüstungsgeschäft beliess Armasuisse die Zuständigkeit für grössere Reparaturen und die periodischen Revisionen bei der Herstellerfirma.

#### BODLUV 2020
Unter der Bezeichnung BODLUV 2020 lief das Projekt der Modernisierung der bodengebundenen Luftverteidigung. Es war vorgesehen, die drei heutigen Systeme (Stinger, Rapier und Flugabwehrkanone) durch zwei Systeme mit kurzer und mittlerer Reichweite zu ersetzen, die in das FLORAKO-System eingebunden werden können und so die gesamten boden- und luftgestützten Komponenten miteinander vernetzen. Im Gegensatz zu den jetzt verwendeten Systemen sollen prinzipiell alle Flugkörper vom Flugzeug bis hin zu Lenkflugkörpern bekämpft werden können. Evaluiert wurden MBDA UK mit dem CAMM-ER, Diehl Defence mit IRIS-T SLM und Rafael Defence System mit Iron Dome. Im September 2015 wurde bekannt, dass Thales Suisse SA als Generalunternehmerin auf Schweizer Seite das Projekt BODLUV 2020 MR (mittlere Reichweite) massgeblich begleitet hatte. Nach dem Bekanntwerden von Mängeln wurde das Projekt am 22. März 2016 durch Bundesrat Guy Parmelin sistiert und ein Gesamtkonzept „Air2030“ für die Luftverteidigung ausgearbeitet.

#### Beschaffungen des Programms Air2030
Das Modernisierungsprojekt Air2030 enthält drei Komponenten:
1. Beschaffung bodengestützter Flugabwehrraketen mittlerer Reichweite.
2. Beschaffung neuer Kampfflugzeuge zum Ersatz der F-5 Tiger und F/A-18.
3. Beschaffung eines neuen Luftraumüberwachungs- und Führungssystems, um das bestehende FLORAKO-System zu ersetzen.

BODLUV
Nach der Sistierung des Projektes BODLUV 2020 wurde im Rahmen des Projekts Air2030 ab 2019 ein neues Flugabwehrraketensystem evaluiert mit Einführung um 2025. In der engeren Auswahl standen die Systeme David’s Sling (Israel & Vereinigte Staaten), SAMP/T (europäisches Konsortium) sowie MIM-104 Patriot (Vereinigte Staaten). Vom Hersteller Rafael traf keine Offerte ein. Israelische Quellen berichteten später, die Vereinigten Staaten hätten Israel unter Druck gesetzt, das Davids-Sling-Raketenabwehrsystem zugunsten von Raytheons MIM-104 Patriot-System aus dem Air2030-Wettbewerb herauszuhalten.
Der Typenentscheid wurde Anfang 2022 zu Gunsten MIM-104 Patriot gefällt. Die Einführung der Patriot sollte ab 2026 erfolgen. Die Beschaffung wurde gebündelt mit der Beschaffung eines neuen Kampfflugzeuges und als Planungsbeschluss ausgeführt, zu welchem eine Volksabstimmung möglich ist.
Für die Lücke in der mittleren Reichweite kaufte die Schweiz 2025 fünf IRIS-T SLM Systeme.
Luftraumüberwachung
Als erste Etappe des FLORAKO-Ersatzes prüfte armasuisse von den Anbietern Thales (Frankreich), SAAB (Schweden) und Raytheon (USA) Systeme für ein neues Luftlageverarbeitungs- und Führungssystem.
Am 19. September 2019 gab das VBS als Gewinner Thales bekannt.
Neues Kampfflugzeug
Im April 2016 begann unter Bundesrat Guy Parmelin die Prüfung von Bedarf, Vorgehen und industriellen Aspekten eines neuen Kampfflugzeuges. Am 30. Mai 2017 wurden die «Empfehlungen der Begleitgruppe zur Evaluation und Beschaffung eines neuen Kampfflugzeugs» publiziert.
Im Bericht werden vier Optionen aufgezeigt:
- Option 1: Ersatz der heutigen Kampfflugzeugflotte durch rund 55 (bzw. 70) Kampfflugzeuge und eine umfassende Erneuerung und Leistungssteigerung aufseiten der bodengestützten Luftverteidigung, Finanzbedarf: ca. 15–18 Mia. Franken
- Option 2: Ersatz der heutigen Kampfflugzeugflotte durch rund 40 moderne Mehrzweckkampfflugzeuge und Erneuerung der bodengestützten Luftverteidigung, Finanzbedarf: ca. 9 Mia. Franken
- Option 3: Ersatz der heutigen Kampfflugzeugflotte durch rund 30 neue Kampfflugzeuge und eine erhebliche Leistungssteigerung aufseiten der bodengestützten Luftverteidigung, Finanzbedarf: ca. 8–8,5 Mia. Franken
- Option 4: Beschaffung von rund 20 neuen Kampfflugzeugen bei gleichzeitigem Weiterbetrieb der F/A-18-Flotte und Erneuerung der Mittel der bodengestützten Luftverteidigung, Finanzbedarf: ca. 5 Mia. Franken.

Sowohl die Maximal- als auch die Minimalvariante hätten dabei aus politischen beziehungsweise Tauglichkeitsgründen wenig Erfolgsaussichten. Die Beschaffung wurde gebündelt mit der Beschaffung eines Flugabwehrsystems und als Planungsbeschluss ausgeführt, zu welchem eine Volksabstimmung möglich ist.
Getestet werden fünf Flugzeugtypen, in alphabetischer Reihenfolge der Herstellernamen, Airbus Eurofighter Typhoon, Boeing F/A-18F, Dassault Rafale B, Lockheed Martin F-35A und Saab 39E.
Am 13. Juni 2019 gab armasuisse bekannt, mit dem Gripen E keine Testflüge durchzuführen. Als Grund wurde angegeben, dass der Gripen E momentan noch bei keiner Luftwaffe im operativen Dienst sei. Ein Angebot von SAAB, die Tests mit Gripen C/D oder F (NG) durchzuführen, wurde abgelehnt. Nachdem die für ein Referendum notwendigen 50'000 Unterschriften fristgerecht zustande gekommen waren, nahm das Schweizer Volk am 27. September 2020 die Vorlage über die Beschaffung neuer Kampfflugzeuge äusserst knapp mit 50,14 Prozent an. Kurze Zeit später gab das Aussenministerium der Vereinigten Staaten der Schweiz die Erlaubnis zum Kauf der F-35A, F/A-18F und Patriot. Für den Fall eines Bundesratsentscheids zugunsten eines amerikanischen Flugzeugtyps war von linker Seite eine weitere Volksinitiative gegen Kampfflugzeuge beschlossen worden.
Mit der Armeebotschaft 2022 vom 16. Februar 2022 beantragte der Bundesrat dem Parlament Verpflichtungskredite von 6,035 Milliarden Franken für neue Kampfflugzeuge des Typs F-35A. Der Ständerat stimmte dem entsprechenden Bundesbeschluss am 2. Juni 2022 mit 35 zu 8 Stimmen, der Nationalrat am 15. September 2022 mit 124 zu 66 Stimmen zu. Der Kaufvertrag wurde am 19. September 2022 unterzeichnet. Kurz darauf wurde die bereits laufende Stop-F35-Initiative zurückgezogen, da eine Abstimmung nach Abschluss der Verträge sinnlos gewesen wäre. 2025 wurden Mehrkosten zwischen 650 bis 1300 Millionen Dollar und eine Verspätung der Einsatzfähigkeit bekannt. Ursprünglich sollte die F-35A bis 2030 einsatzfähig sein, was sich nicht zuletzt aufgrund einer Teil-Endmontage der letzten vier Flugzeuge verzögern könnte.

## Einsätze im Ausland
- Ab Ostern 1999 wurden Super-Puma-Transporthelikopter in Albanien dem UNO-Hochkommissariat für das Flüchtlingswesen (UNHCR) zur Verfügung gestellt.[92] Die Task Force ALBA war die erste humanitäre Mission der Schweizer Luftwaffe im Ausland.[93] Ihr Nachfolger ist die Swisscoy-Mission, die seit 1999 für jeweils drei Jahre verlängert wurde, letztmals im Jahr 2023 bis 2026.[94]
- Drei Super-Puma-Helikopter wurden im Jahr 2005 nach Sumatra geflogen, um dort Hilfseinsätze zugunsten der Opfer der Tsunami-Katastrophe zu fliegen.[95]
- Im Jahr 2010 flogen drei Cougar-Helikopter in Israel Löschflüge.[96]
- Im August 2017 kamen drei Super-Puma-Helikopter bei Waldbränden in Portugal zum Einsatz.[97]
- 2021 kamen drei Super-Puma-Helikopter bei Waldbränden in Griechenland zum Einsatz.
- Im September 2023 kamen wiederum drei Super-Puma-Helikopter bei Waldbränden in Griechenland (Dadia Nationalpark, nahe Alexandroupolis) und Katastrophenhilfe nach Überschwemmungen (Thessalien, nähe Larisa) zum Einsatz.[98]
- 2025 nahm erstmals eine schweizer F/A-18 (mit einer Luftbetankung auf dem Rückweg) an der Parade zum französischen Nationalfeiertag teil. Sie flog dort in Formation mit belgischen, deutschen, spanischen und britischen Flugzeugen.[99][100]

## Organisation
Die Schweizer Luftwaffe wird von einem Divisionär geführt. Dem Kommandanten sind nebst dem Luftwaffenstab, dem Einsatz Luftwaffe, mit der Operationszentrale der Luftwaffe und sämtlichen Flugplatzkommandos, dem Fliegerärztlichen Institut auch die zwei grossen Verbände Fliegerbrigade 31 und BODLUV Brigade 33 unterstellt. Im Gegensatz zum Heer, bei welchem die Lehrverbände direkt dem Kommando Ausbildung unterstellt sind, übernehmen bei der Luftwaffe die Fl Br 31 und BODLUV Br 33 Ausbildungsaufgaben.
Bis dato gibt es in der Schweiz keine mit dem Bundesamt für Zivilluftfahrt (BAZL) vergleichbare militärische Organisation. Deshalb soll nun neu eine Militärluftfahrtbehörde gegründet werden, um insbesondere Zwischenfälle und Unfälle im Luftraum zu vermeiden und die Aufsicht sowie Regulation im militärischen Flugbereich besser zu gewährleisten.

## Fliegerstaffeln
In der Schweizer Luftwaffe ist ein Flugzeug in der Regel nicht dauerhaft bei einer bestimmten Staffel eingeteilt. Dies gilt im Besonderen und traditionell bei den Milizstaffeln, deren Piloten nur einige Wochen pro Jahr im Dienst sind. Auf einem Flugzeug aufgebrachte Markierungen liessen also kaum Rückschlüsse auf den Verwender zu. Auch Staffelflugzeuge mit einer Sonderbemalung wie die F/A-18 J-5017 von der Fliegerstaffel 17 werden von anderen Staffeln benutzt.
Die Milizpiloten der Schweizer Luftwaffe stammten bis zum Ende der Hunter-Ära aus allen möglichen zivilen Berufen, unter den Piloten gab es damals auch hauptberufliche Landwirte. Im Jahr 1982 leisteten rund 600 Piloten ihre Übungsflüge, davon waren nur etwa 200 Berufsmilitärpiloten. Zu jenem Zeitpunkt waren über die Hälfte der Milizpiloten zivile Berufspiloten bei der Swissair.
| Bild | Name                          | Status    | Home base                                        | Flugzeugtyp                                   | Historie | Bemerkung                                                                                        |
| ---- | ----------------------------- | --------- | ------------------------------------------------ | --------------------------------------------- | --- | ------------------------------------------------------------------------------------------------ |
|      | Fliegerstaffel 1 Rokh         | Inaktiv   | Militärflugplatz Dübendorf                       | F-5E                                          | Hawker Hunter, DH.100 Vampire, C-3036, Fokker C.V, Häfeli DH-5                                                                                           | Kommandant der Patrouille Suisse war Mitglied der Fl St 1 die Teil der Fl St 1 war.              |
|      | Fliegerstaffel 2              | Inaktiv   | Payerne                                          | F-5E                                          | Hawker Hunter, DH.112 Venom, DH.100 Vampire, Militärflugplatz Ulrichen, Turtmann                                                                         | [ 104 ]                                                                                          |
|      | Fliegerstaffel 3              | Inaktiv   | Flughafen Sion                                   | Mirage IIIRS                                  | Hawker Hunter, de Havilland DH.112 Venom Recon vers, D-3800, C-3603, Dewoitine D.27                                                                      | [ 105 ]                                                                                          |
|      | Fliegerstaffel 4              | Inaktiv   | Payerne                                          | Mirage IIIRS                                  | Hawker Hunter, de Havilland DH.112 Venom, DH.100 Vampire AFB Turtmann, Sankt Stephan                                                                     | [ 106 ]                                                                                          |
|      | Fliegerstaffel 5 Lynx         | Inaktiv   | Interlaken                                       | Hawker Hunter                                 | DH.100 Vampire, Häfeli DH-5 | Astronaut Claude Nicollier war Pilot bei der Fl St 5.                                            |
|      | Fliegerstaffel 6 Ducks        | aktiv     | Payerne                                          | F-5E                                          | Bf 109, C-36 | [ 107 ] [ 108 ]                                                                                  |
|      | Fliegerstaffel 7              | Inaktiv   | Militärflugplatz Meiringen                       | Hawker Hunter                                 | DH.112 Venom, DH.100 Vampire, Bf 109, Fokker C.V, AFB Ambri, Interlaken                                                                                  | [ 109 ]                                                                                          |
|      | Fliegerstaffel 8 Destructors  | inaktiv   | Militärflugplatz Meiringen                       | F-5E                                          | AFB Flugplatz Buochs | F-5E J-3073 Staffelflugzeug mit Sonderbemalung                                                   |
|      | Fliegerstaffel 9              | Inaktiv   | Flughafen Sion                                   | DH.112 Venom                                  | DH.100 Vampire, Bf 109, D-3801,Dewoitine D.27,Fokker C.V                                                                                                 | [ 111 ]                                                                                          |
|      | Fliegerstaffel 10             | Inaktiv   | Flugplatz Buochs                                 | Dassault Mirage IIIRS                         | de Havilland DH.112 Venom recon, de Havilland DH.100 Vampire, C-3603, P-51 Mustang                                                                       | alle mit Fotokameras ausgerüstet                                                                 |
|      | Fliegerstaffel 11 Tigers      | aktiv     | Militärflugplatz Meiringen                       | F/A-18                                        | Dübendorf, F-5E, Hawker Hunter, de Havilland DH.100 Vampire, D-3801                                                                                      | Mitglied des NATO Tiger Meet, F/A-18C J-5011, Staffelflugzeug mit Sonderbemalung                 |
|      | Zielflugstaffel 12            | aktiv     | Militärflugplatz Emmen                           | Pilatus PC-9/ F-5E                            | Hawker Hunter, C-36 | [ 117 ]                                                                                          |
|      | Fliegerstaffel 13             | Inaktiv   | Payerne                                          | F-5E                                          | de Havilland DH.112 Venom, D-3800 Morane, AFB Turtmann, Meiringen Ambri                                                                                  | [ 118 ]                                                                                          |
|      | Instrumentenfliegerstaffel 14 | aktiv     | Militärflugplatz Dübendorf                       | Pilatus PC-7                                  | de Havilland DH.100 Vampire, Pilatus P-3 | [ 119 ]                                                                                          |
|      | Fliegerstaffel 15             | Inaktiv   | Sankt Stephan                                    | Hawker Hunter                                 | de Havilland DH.112 Venom, de Havilland DH.100 Vampire, D-3801, Bf 109, Payerne                                                                          | im letzten Jahr erhielt ein Hunter eine «Papyrus» Lackierung, Flugzeug ist nun in Privatgebrauch |
|      | Fliegerstaffel 16             | aufgelöst | Flughafen Sion                                   | F-5F                                          | Mirage IIIS, de Havilland DH.112 Venom und DH.112 R1, de Havilland DH.100 Vampire, P-51 Mustang C-3603, C-36, Fokker C.V, Buochs                         |                                                                                                  |
|      | Fliegerstaffel 17 Falcons     | aktiv     | Payerne                                          | F/A-18                                        | Mirage IIIS, de Havilland DH.112 Venom, D-3802, C-3603, Häfeli DH-5 Dewoitine D.27 AFB Flugplatz Buochs, Militärflugplatz Emmen, Flugplatz Raron         | Staffelflugzeug F/A-18C J-5017 mit «Falcons»-Lackierung                                          |
|      | Fliegerstaffel 18 Panthers    | aktiv     | Payerne                                          | F/A-18                                        | | Staffelflugzeug F/A-18C J-5018 mit «Panthers»-Lackierung.                                        |
|      | Fliegerstaffel 19 Swans       | aktiv     | Flughafen Sion                                   | F-5E                                          | Potez 25, Morane D-3800 P-51 Mustang, de Havilland DH.112 Venom, Hawker Hunter                                                                           | Staffelflugzeug F-5E J-3038 mit «Swans»-Lackierung.                                              |
|      | Fliegerstaffel 20             | Inaktiv   | Flugplatz Mollis                                 | Hawker Hunter                                 | de Havilland DH.112 Venom, de Havilland DH.100 Vampire, P-51 Mustang, D-3801                                                                             | [ 125 ]                                                                                          |
|      | Fliegerstaffel 21             | Inaktiv   | Flugplatz Raron                                  | Hawker Hunter                                 | de Havilland DH.112 Venom, de Havilland DH.100 Vampire, P-51 Mustang, Dewoitine D.27, Bf 109, AFB Flugplatz Buochs, Turtmann, Militärflugplatz Dübendorf | [ 126 ] [ 127 ]                                                                                  |
|      | Fliegerstaffel 22             | Inaktiv   | Militärflugplatz Ulrichen, Flugplatz St. Stephan | Hawker Hunter                                 | |                                                                                                  |
|      | Fliegerstaffel 24             | aufgelöst | Militärflugplatz Emmen                           | Pilatus PC-9 / F-5F                           | Hawker Hunter Trainer | Staffel 23 wurde nie gegründet.                                                                  |
|      | Lufttransport Staffel 1       | aktiv     | Payerne                                          | AS 532UL, AS 332M-1, EC635                    | Alouette III | [ 130 ]                                                                                          |
|      | Lufttransport Staffel 2       | Inaktiv   | Militärflugplatz Dübendorf                       | Alouette III                                  | Aérospatiale Alouette II, Piper Super Cub, Flugplatz Triengen                                                                                            | [ 131 ]                                                                                          |
|      | Lufttransport Staffel 3       | aktiv     | Militärflugplatz Dübendorf                       | AS 532UL, AS 332M-1, EC635                    | | [ 132 ]                                                                                          |
|      | Lufttransport Staffel 4       | aktiv     | Militärflugplatz Dübendorf                       | AS 532UL, AS 332M-1, EC635, B190, DHC-6, B350 | | Super Puma T-316 mit Staffelsymbol                                                               |
|      | Lufttransport Staffel 5       | aktiv     | Payerne                                          | AS 532UL, AS 332M-1, EC635                    | Alouette III, Dornier Do 27 |                                                                                                  |
|      | Lufttransport Staffel 6       | aktiv     | Militärflugplatz Alpnach                         | AS 532UL, AS 332M-1 EC635                     | | [ 133 ]                                                                                          |
|      | Lufttransport Staffel 7       | aktiv     | Militärflugplatz Emmen                           | Pilatus PC-6                                  | | [ 134 ]                                                                                          |
|      | Lufttransport Staffel 8       | aktiv     | Militärflugplatz Alpnach                         | AS 532UL, AS 332M-1 EC635                     | Aérospatiale Alouette III | [ 135 ]                                                                                          |

## Andere Staffeleinheiten
| Bild | Name                                  | Status  | Homebase                                             | Flugzeugtyp                                                  | Historie                                      | Bemerkung                                                            |
| ---- | ------------------------------------- | ------- | ---------------------------------------------------- | ------------------------------------------------------------ | --------------------------------------------- | -------------------------------------------------------------------- |
|      | Berufsfliegerkorps                    | aktiv   | Militärflugplatz Dübendorf HQ                        | alle Flugzeugtypen                                           |                                               | ehemals UeG Überwachungsgeschwader                                   |
|      | Lufttransportdienst des Bundes        | aktiv   | Flughafen Bern-Belp                                  | Cessna Citation Excel, DHC-6, B350, B1900, Falcon 900, EC635 | Learjet 35, Falcon 50, Eurocopter Dauphin     | [ 137 ]                                                              |
|      | Pilotenschule                         | aktiv   | Militärflugplatz Emmen                               | Pilatus PC-21                                                | F-5F, BAE Hawk, de Havilland DH.100 VampireT  |                                                                      |
|      | Drohnenstaffel 7                      | aktiv   | Militärflugplatz Emmen                               | ADS-15                                                       | ADS-95                                        |                                                                      |
|      | GRD Armasuisse                        | aktiv   | Militärflugplatz Emmen                               | Pilatus PC-6, Pilatus PC-12, Diamond DA42 Aurora Centauer    | Hawker Hunter, Mirage IIIC, F-5E (J-3001)     | Flight test Service                                                  |
|      | Patrouille Suisse                     | aktiv   | Militärflugplatz Emmen                               | F-5E                                                         | Hawker Hunter, AFB Militärflugplatz Dübendorf | [ 138 ]                                                              |
|      | PC-7 Team                             | aktiv   | Militärflugplatz Dübendorf Flugplatzkommando Locarno | Pilatus PC-7                                                 |                                               | [ 139 ]                                                              |
|      | MHR Militär-Helikopter-Rettungsdienst | Inaktiv |                                                      |                                                              | Alouette III                                  | SAR, Aufgabe wurde von der zivilen REGA übernommen.                  |
|      | ADDC                                  | aktiv   | Militärflugplatz Dübendorf                           |                                                              |                                               | Air Force HQ, Air Operations Centre, Air Defence & Directions Center |
|      | Fallschirmaufklärer Kompanie 17       | aktiv   | Flugplatzkommando Locarno                            | MT-1                                                         |                                               | Para reccon                                                          |

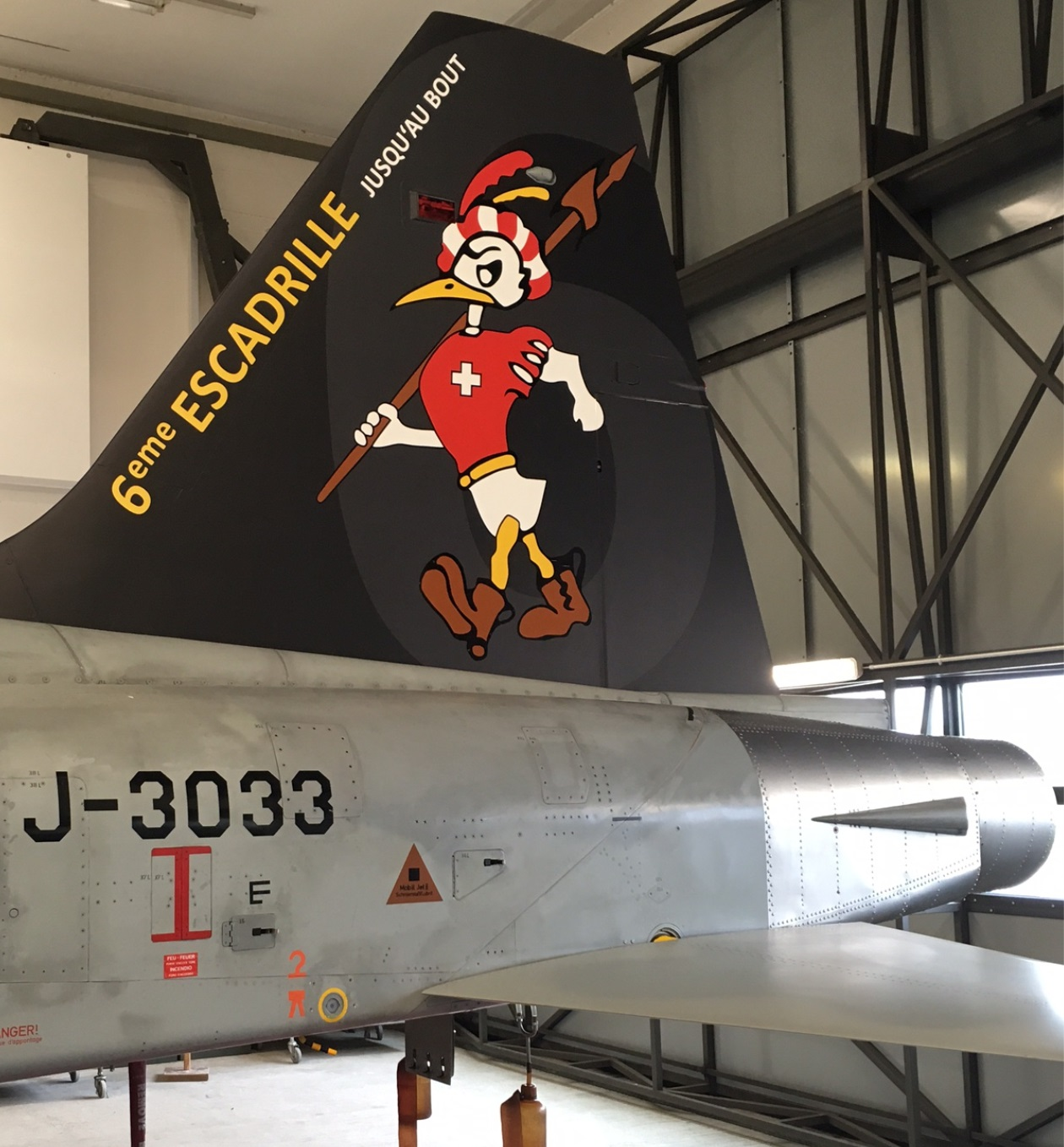
Heck einer F-5E J-3033 FlSt6
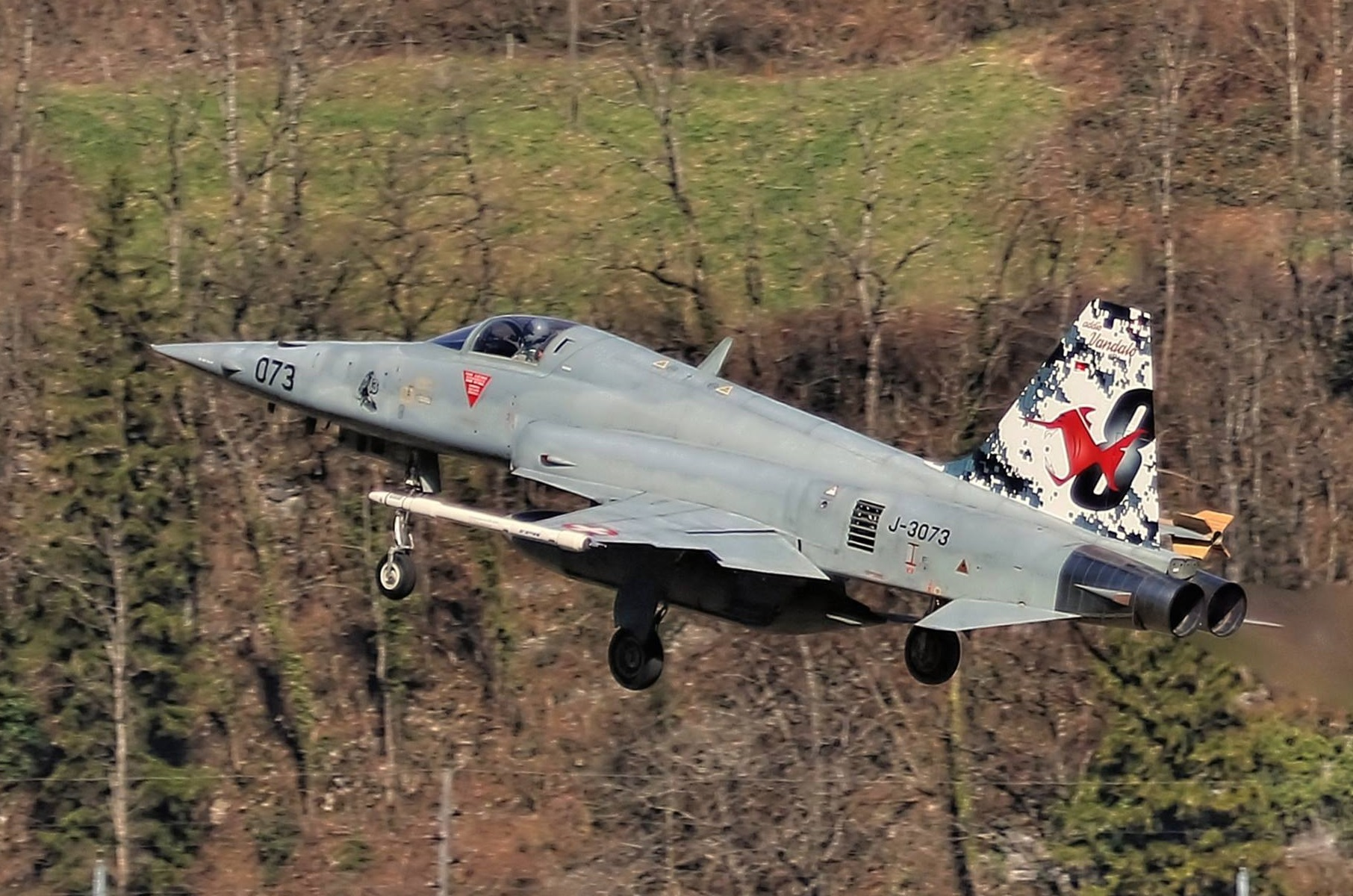
Staffelmaschine J-3073 der Fliegerstaffel 8 Vandalos
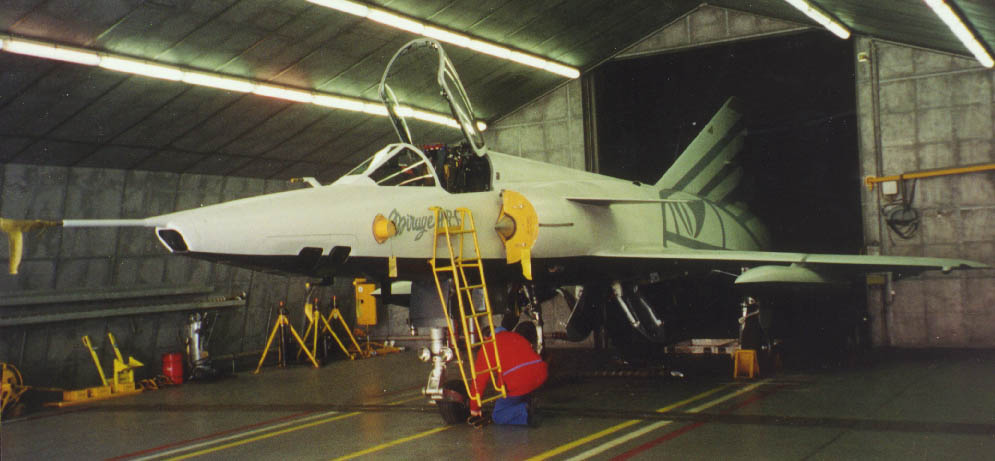
Mirage IIIRS Fl St 10
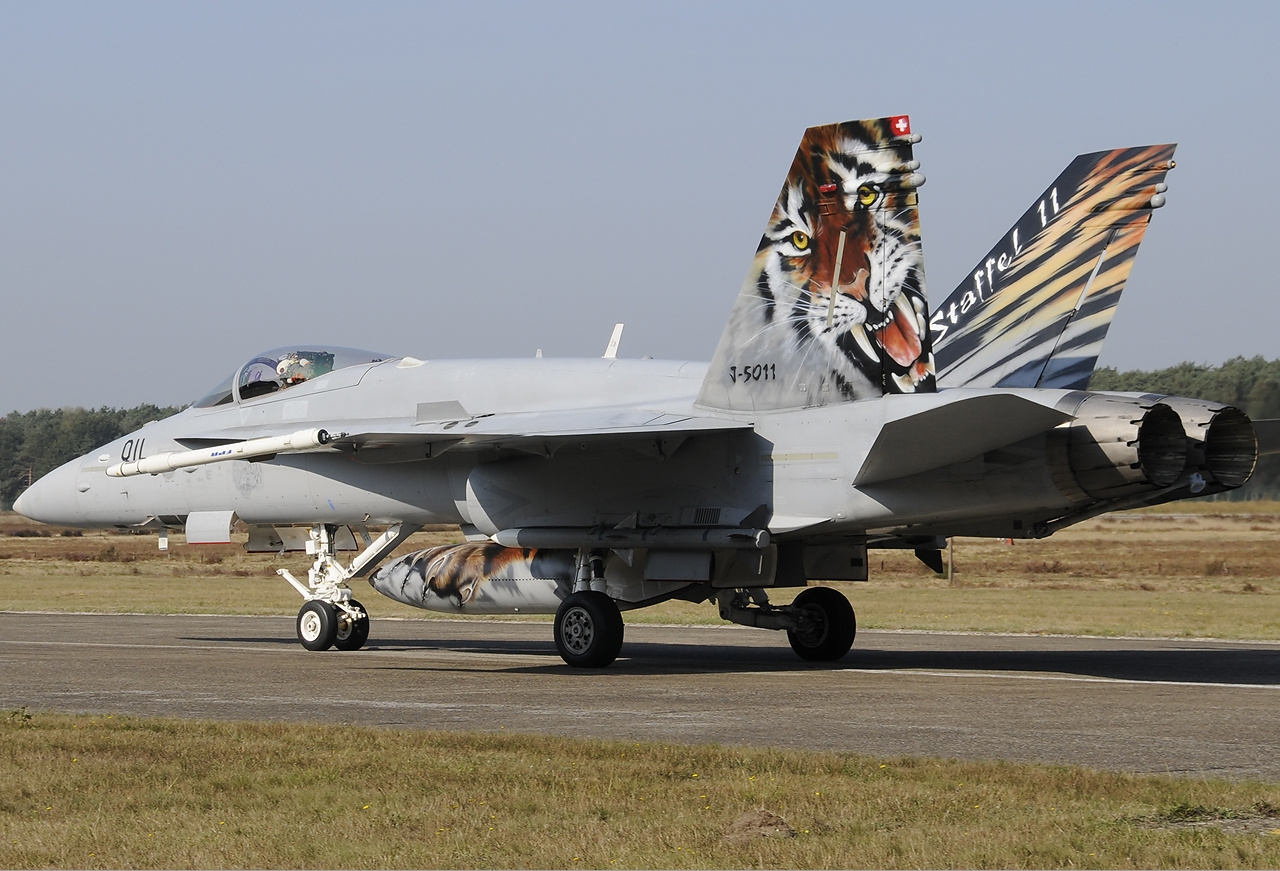
Fl St 11 F/A-18C J-5011 Tigers
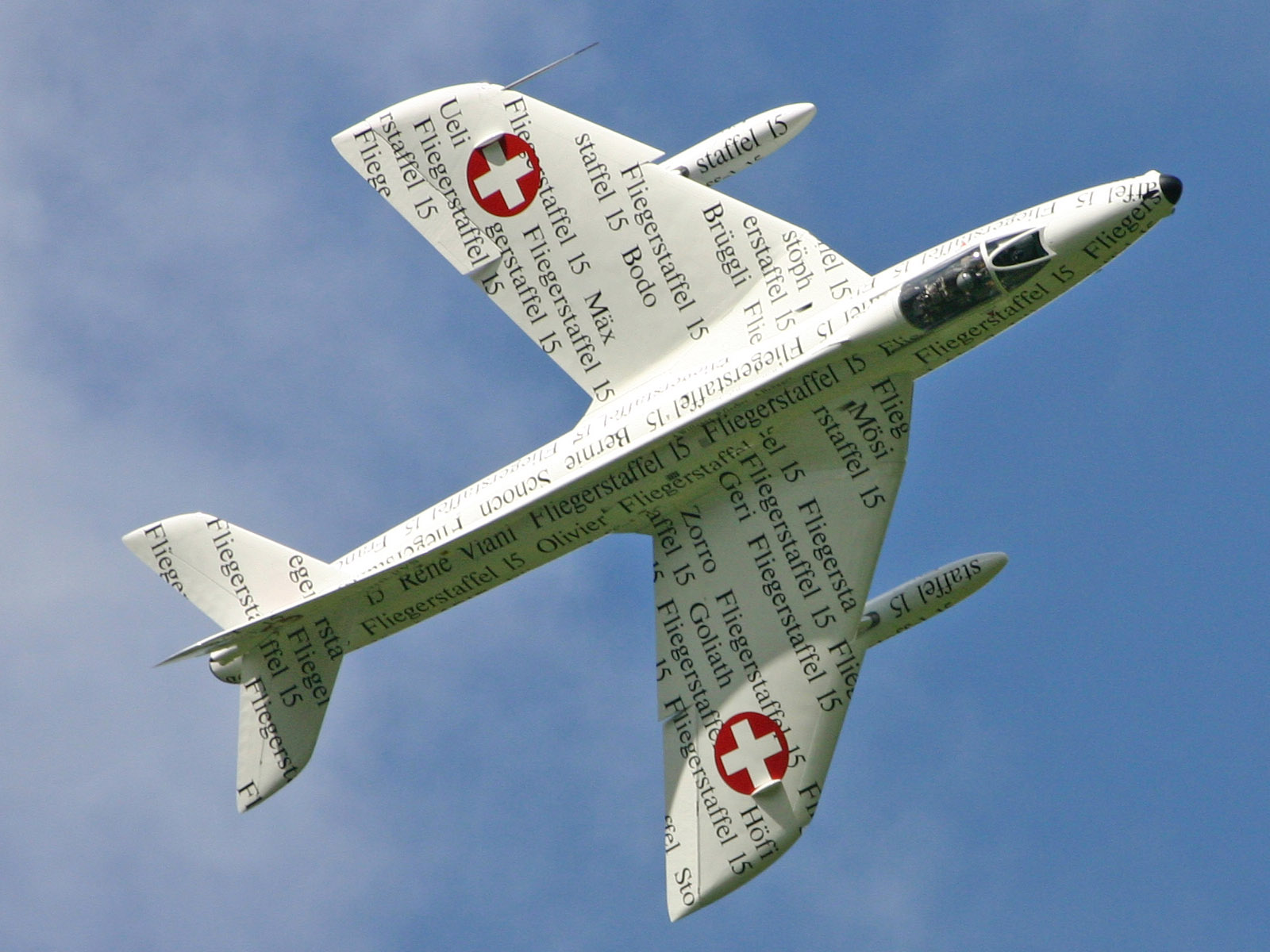
Papyrus Hunter Fl St 15
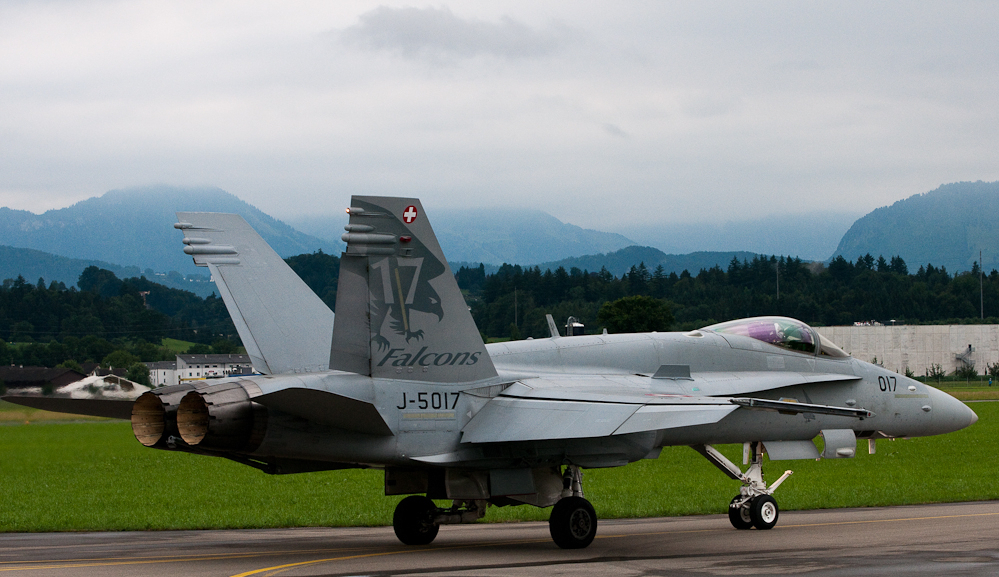
Fl St 17 F/A-18C J-5017 Falcons
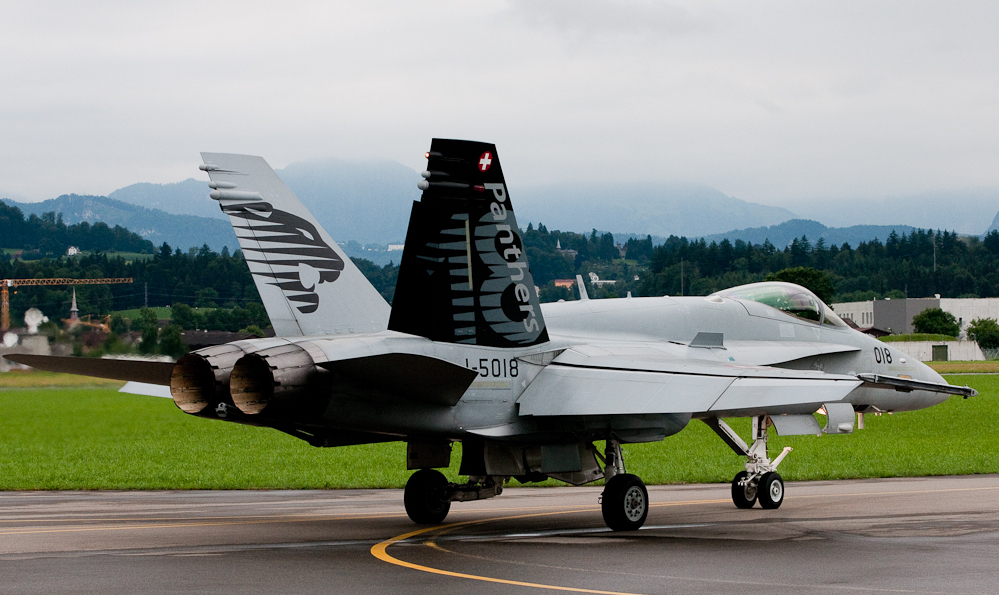
F/A-18C J-5018 Fl St 18 Panthers
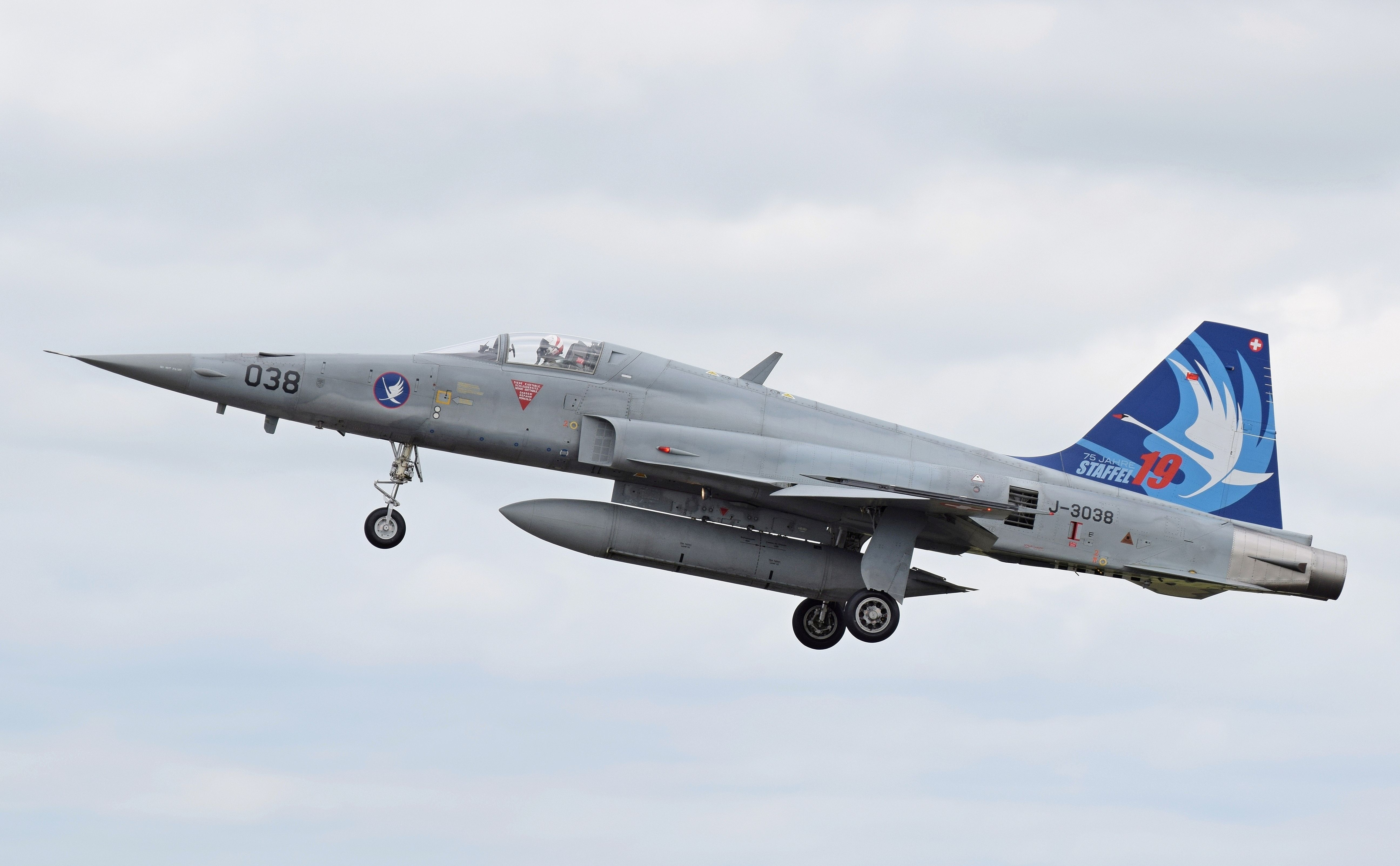
F-5E Tiger II J-3038 Fl St 19 Swans
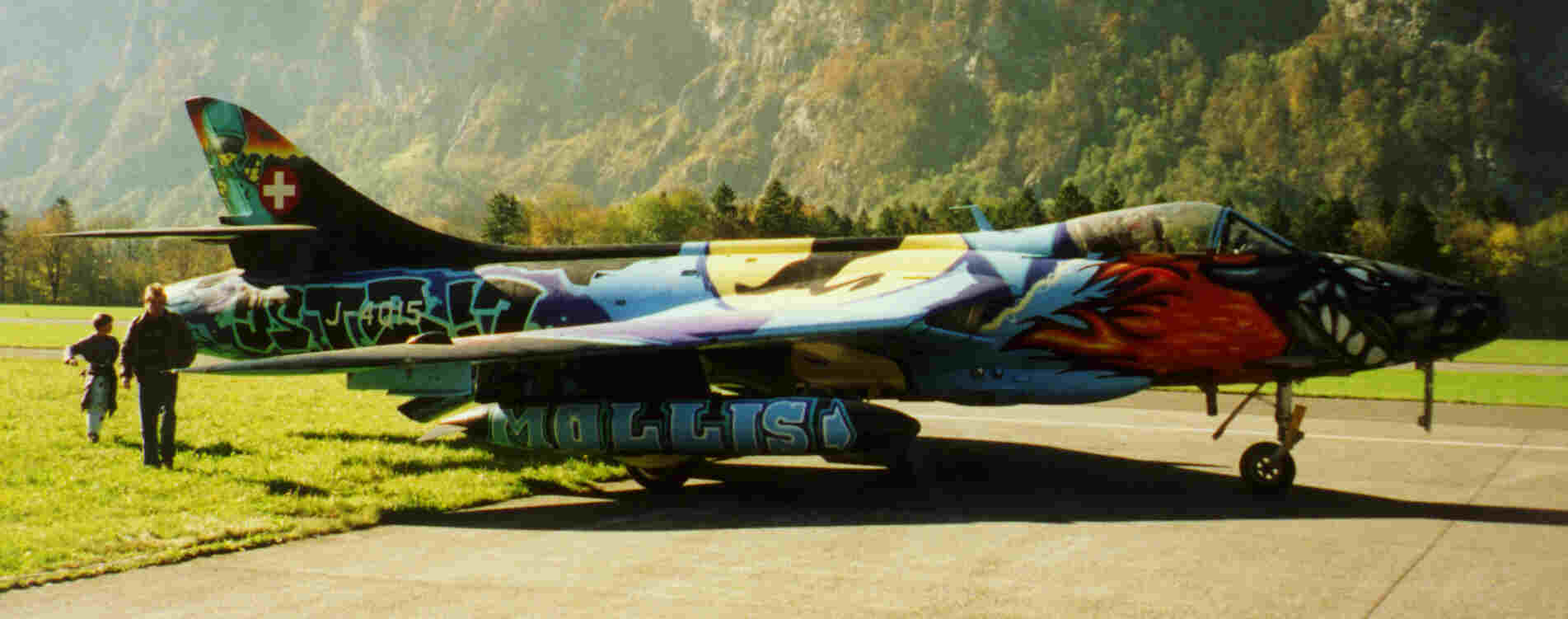
Bison Hunter Fl St 20
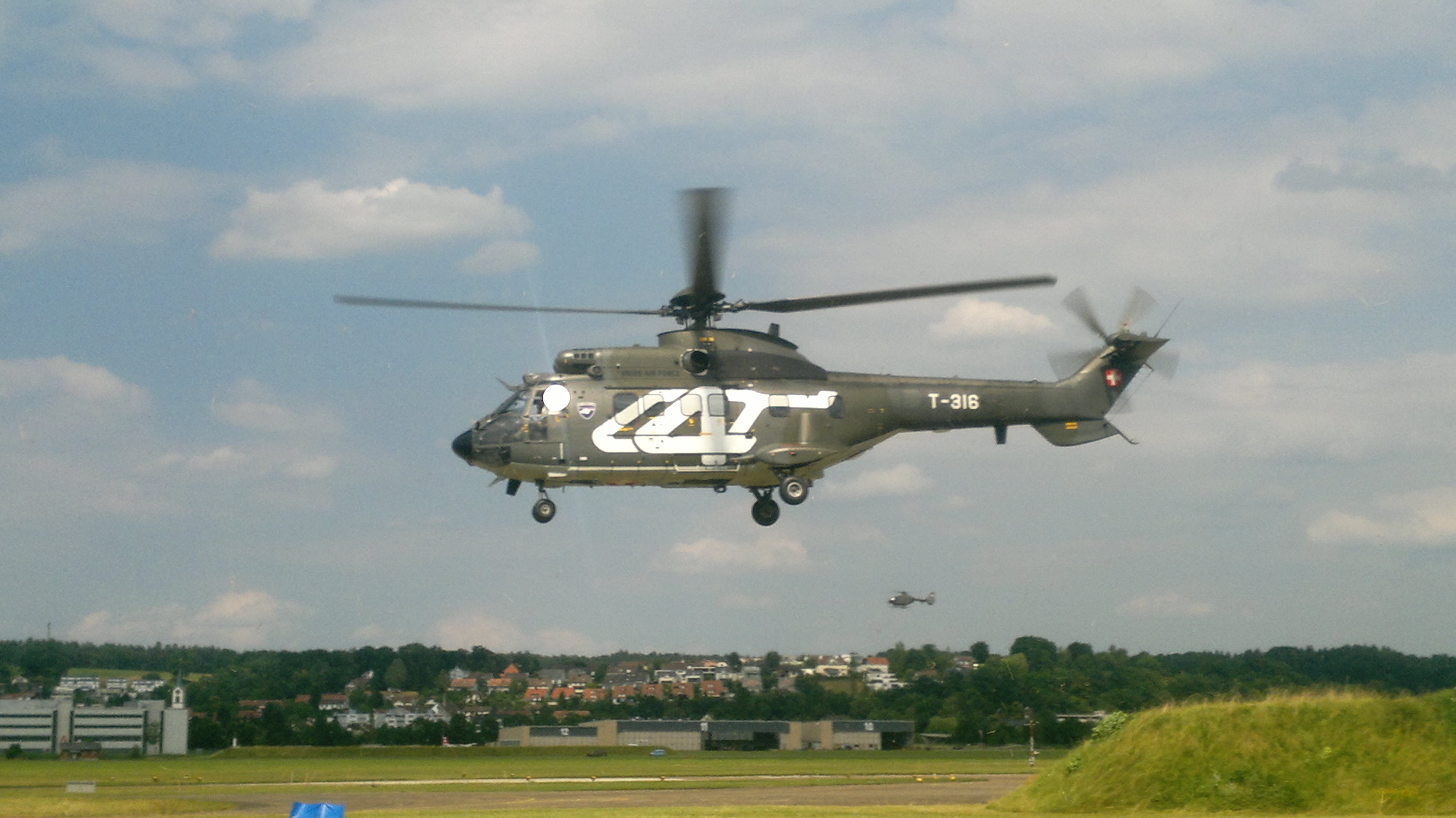
Super Puma T-316 LT St 4

## Aufgaben
Die Aufgaben der Schweizer Luftwaffe sind folgende:
- Wahrung der Lufthoheit mittels Luftpolizeidienst (analog der Strassenpolizei) und Luftverteidigung
- Lufttransportdienst
- Nachrichtenbeschaffung für militärische und politische Instanzen und Erstellen der Luftlage

Der Erdkampf wurde seit dem Ausscheiden der Hunter-Flugzeuge im Jahr 1994 nicht mehr trainiert.
Die Wahrung der Lufthoheit kommt auch als Neutralitätsschutz zum Tragen, wenn Luftfahrzeuge von Staaten, die sich in einem bewaffneten Konflikt befinden, die Nutzung des schweizerischen Luftraums erzwingen wollen.
Der Schweizer Luftraum wird durch FLORAKO seit 2005 rund um die Uhr elektronisch überwacht, während Kampfflugzeuge normalerweise nur zwischen 8 und 18 Uhr zur Verfügung standen. Zur Verbesserung der Bereitschaft überwies das Parlament im September 2010 eine entsprechende Motion von Hans Hess (FDP). Das daraufhin gestartete Projekt für eine 24-stündige Bereitschaft wurde von Verteidigungsminister Ueli Maurer im Januar 2012 gestoppt. Nachdem eine entführte Zivilmaschine ausserhalb der «Bürozeit» in Genf gelandet war, wurde das Projekt wieder aufgenommen. Es sind rund 100 zusätzliche Vollzeitstellen sowie bauliche Massnahmen auf zwei Militärflugplätzen (Militärflugplatz Emmen und Militärflugplatz Meiringen) sowie auf dem Flughafen Genf und dem Flughafen Zürich erforderlich. Die Hauptbasis für diesen Dienst, der Militärflugplatz Payerne, ist bereits dafür ausgebaut worden. Der erste Schritt wurde am 4. Januar 2016 getätigt: Während 50 Wochen standen zwei nun bewaffnete F/A-18 mit den Rufzeichen HammerX1& HammerX2 (X= Platzhalter für erste Ziffer) auf QRA15 an Wochentagen von 8 bis 18 Uhr bereit. Ab dem 2. Januar 2017 war diese Präsenz von 8 bis 18 Uhr täglich und während Feiertagen gewährleistet. Seit dem 1. Januar 2019 sind die Jets von 6 bis 22 Uhr bereit, und am 31. Dezember 2020 erfolgte der Ausbau auf 24 Stunden während 365 Tagen.
Zum Begriff Sicherheit gehört laut Bundesrat heute auch die Rettung und Schadensbehebung bei Natur- und Zivilisationskatastrophen im Rahmen von Unterstützungseinsätzen, zum Beispiel: Bergungen, Löscharbeiten, Lufttransporte (Einsätze bei Lawinenkatastrophen, Sturmschäden usw.), Luftaufklärung (Personensuche, Feststellung von Glutherden bei Waldbränden mit Infrarotgerät) sowie die Erweiterung des schweizerischen Engagements in Krisenregionen. Im Rahmen internationaler Organisationen wie der UNO oder OSZE kann die Schweiz zur Verbesserung ihrer eigenen Sicherheitslage beitragen.
Wirtschaftliche Aspekte machen für den europäischen Luftverkehr das Überfliegen der Schweiz attraktiv. Dank solchen Überflügen konnte zum Beispiel die UNO bei Lufttransporten im Rahmen der Friedensmission im Balkan bis Ende 2000 über 100 Millionen Franken einsparen. Im Konfliktfall ist der Schweizer Luftraum durch seine zentrale Lage in Europa, aber auch wegen der aus den topografischen Gegebenheiten entstehenden Radarschatten interessant. Luftoperationen erfolgen praktisch ohne Vorwarnung. Sie sind betreffend Zeit, Einflugsort und Richtung nicht voraussehbar. Daher ist die permanente Luftraumüberwachung, die ununterbrochen das ganze Jahr mit dem FLORAKO-System und Berufspersonal durchgeführt wird, eine Grundaufgabe der Schweizer Luftwaffe, mit der die Ausführung weiterer Aufgaben der Luftwaffe erst möglich wird.

### Luftpolizeidienst
Der Luftpolizeidienst ist die Hauptaufgabe der Schweizer Luftwaffe. Unbekannte Flugzeuge müssen kurzfristig und bei jeder Wetterlage identifiziert und nötigenfalls begleitet werden können.
Mit dem Luftpolizeidienst werden Kontrolle und Souveränität des Schweizer Luftraumes sowie die Sicherheit im Luftverkehr gewährleistet. Die Luftwaffe erfüllt dabei Aufgaben zugunsten der zivilen Luftfahrt (BAZL und Skyguide).
Für die optische Identifikation und Überwachung werden Militärluftfahrzeuge aus ihrer laufenden Mission oder Kampfflugzeuge aus der Einsatzbereitschaft (QRA) abgerufen und an das zu identifizierende Luftfahrzeug herangeführt.
Der Luftpolizeidienst wird mit bundeseigenen Flugzeugen geübt, während die Kontrollen anderer Flugzeuge in zwei Arten aufgeteilt wird:

#### Kontrollen (Live-Missionen)
Bei der Kontrolle von Überflügen werden Luftfahrzeuge von der Schweizer Luftwaffe visuell überprüft, es wird kontrolliert, ob das Luftfahrzeug den im Flugplan angegebenen Angaben entspricht (Typ, Kennzeichen, Betreiber) und ob auffällige Merkmale ersichtlich sind.

#### Interventionen (Hot-Missionen)
- Hilfe für zivile Flugzeuge, beispielsweise bei Navigationsproblemen und Funkpannen etc.
- Sichtbar machen (eskortieren) eines Flugzeuges mit defektem Transponder für die zivile Flugsicherung
- Peilen von Notsignalen mit Weiterleitung an Notfallorganisationen (z. B. Schweizerische Rettungsflugwacht (Rega))
- Identifikation von Luftraumverletzungen wie unbewilligter Einflug oder Abweichungen vom Flugplan
- Eingreifen zur Verkehrssicherheit, wenn VFR-Flugzeuge in Luftstrassen oder in die An- und Abflugkorridore der Flugplätze eindringen
- Durchsetzen von Benützungseinschränkungen des Luftraums (z. B. WEF in Davos,[151] G8-Gipfel in Évian-les-Bains 2003)
- Überwachen des Luftraums bei Flugzeugentführungen

Die Schweizer Luftwaffe ist berechtigt, jederzeit ohne Rücksicht auf Typ, Nationalität etc. jedes Luftfahrzeug zu kontrollieren, das sich im schweizerischen und liechtensteinischen Luftraum befindet, dies mit Rücksprache mit der jeweiligen Luftwaffeneinsatzzentrale auch grenzüberschreitend. Ein Waffeneinsatz gegen Luftfahrzeuge ist nur im Inland zulässig, wenn andere verfügbare Mittel nicht ausreichen, um in der Situation eines eingeschränkten Luftverkehrs die Einschränkung durchzusetzen. Vorbehalten bleiben Waffeneinsätze bei Notstand oder Notwehr. Gegen Staatsluftfahrzeuge, namentlich Militärluftfahrzeuge, die ohne Bewilligung oder unter Missachtung der Bewilligungsauflagen den schweizerischen Luftraum benützen, dürfen Waffen eingesetzt werden, wenn die Luftfahrzeuge den luftpolizeilichen Anordnungen nicht Folge leisten.
In den 15 Jahren von 2006 bis 2020 wurden mindestens 202, maximal 350 Live Missions und mindestens 9, maximal 36 Hot Missions pro Jahr durchgeführt (im Mittel 282 Live- und 19,5 Hot-Missions).

### Dienstleistungen für öffentliche Organisationen
Die Schweizer Luftwaffe erbringt Dienstleistungen für Behörden und öffentliche Organisationen: Sie versorgt mit einem der FLORAKO-Sekundärradare die zivile Schweizer Luftverkehrsüberwachung Skyguide mit Radardaten. Helikopter und Drohnen der Luftwaffe führen regelmässig Überwachungsflüge für das Grenzwachtkorps (GWK) durch, sie werden zudem für Überwachungsflüge (z. B. Street Parade Zürich) und Personensuchflüge zugunsten der Polizei und der REGA verwendet. Zur Unterstützung der Feuerwehr bei Waldbränden werden Drohnen und mit Infrarot-Sensoren ausgerüstete Helikopter zur Lokalisierung von Brandnestern sowie Helikopter mit dem Bambi Bucket beim Löschen eingesetzt. Für das Bundesamt für Gesundheit (BAG), die Nationale Alarmzentrale (NAZ) und das Eidgenössische Nuklearsicherheitsinspektorat (ENSI) führt die Luftwaffe mit Helikopter und mit F-5 regelmässig Luftdatensammlungen und Radioaktivitätsmessungen durch. Zudem bearbeitet die Luftwaffe alle Diplomatic-Clearance-Anträge die ausserhalb der Öffnungszeiten des Bundesamts für Zivilluftfahrt (BAZL) beantragt werden und stellt der Schweizerischen Rettungsflugwacht REGA Kommunikationsanlagen zur Verfügung. Das Flugplatzkommando 13 von Meiringen betreut in seiner Dienststelle in Belp nebst den Mitteln des Lufttransportdienstes des Bundes (LTDB) auch die dort stationierten Flugzeuge des BAZL. Die Schweizer Luftwaffe betreibt seit Beginn 2021 im Auftrag des BAZL auf dem Militärflugplatz Dübendorf das Rescue Coordination Centre «RCC Zürich».
Mit F-5-Tiger-Kampfjets wurden ab 2010 im Rahmen des ARES-Programms Parabelflüge zugunsten der Universität Zürich bzw. des UZH Space Hubs und anderer Forschungsanstalten durchgeführt.

## Vorführungen

### Kunstflugteams
- Die Schweizer Luftwaffe hat das Jetflugzeug-Kunstflugteam Patrouille Suisse, das jeweils sechs F-5E in einer rotweissen Lackierung für die Vorführungen nutzt.
- Das Propellerflugzeug-Kunstflugteam, das PC-7 Team, nutzt neun PC-7 in Standardausführung.
- Das Super Puma Display Team führt mit einem Super Puma oder Cougar die Flugleistungen dem Publikum vor.
- Oft treten auch die Fallschirmaufklärer der Fallschirmaufklärer Kompanie 17 mit einem Absprung aus einer PC-6T vor Publikum auf.

### Axalp
General Guisan forderte 1942 einen anspruchsvollen Flieger-Schiessplatz, da er mit der Schiessleistung der Luftwaffe unzufrieden war. Um zu üben, wurde die Axalp ausgewählt. Nach dem Zweiten Weltkrieg wurde regelmässig der Erdkampf mit den Jetflugzeugen Vampire, Venom und Hunter auf der Axalp geübt, wobei neben den Bordkanonen auch Übungs- und Kriegsbomben sowie ungelenkte Raketen eingesetzt wurden. Während des Kalten Krieges wurden militärische Verbindungsoffiziere aus West-, Ost- und blockfreien Staaten zu den Vorführungen eingeladen. Heutzutage ist die Fliegerdemonstration Axalp eine öffentliche Leistungsschau der Schweizer Luftwaffe im Gebirge. Zusätzlich zum Schiessen gibt es Vorführungen von Flugzeugen und Lösch- und Rettungsoperationen von Hubschraubern.

### Airshows
Im Jahr 1994 hatte die Schweizer Luftwaffe erstmals eine Internationale Airshow in der Schweiz auf dem Militärflugplatz Buochs durchgeführt, die Air94. Im 2004 wurde wieder eine Airshow, die Air04 in Payerne durchgeführt.
2014 fand in Payerne die Air14 statt, die längste Airshow in Europa: Aus Anlass der Feierlichkeiten zum 100-jährigen Bestehen der Schweizer Luftwaffe, 50 Jahre Patrouille Suisse und 25 Jahre PC-7 Team fand die Air14 vom 30. August bis zum 7. September neun Tage lang statt, wobei die beiden Wochenenden die Hauptattraktionen waren. Die Kunstflugteams der Schweizer Luftwaffe traten dabei jeden Tag auf. Zu diesen Anlässen wurden nebst den Mitteln der Schweizer Luftwaffe auch Komponenten der Schweizer Armee präsentiert, Oldtimer, aktuelle Kampfflugzeuge und Helikopter anderer Staaten sowie Kunstflugteams diverser Luftwaffen. Für 2024 war wieder eine Vorführung an einem Wochenende vorgesehen, dieses Mal in Emmen. Die bereits angekündigte Flugschau wurde im Januar 2024 infolge der Finanzierungsengpässe bei der Schweizer Armee abgesagt.

## Militärflugplätze

### Aktive Militärflugplätze
Die Schweizer Luftwaffe besitzt sieben Flugplätze mit Flugbetrieb. Die Militärflugplätze von Dübendorf und Alpnach sollten gemäss dem neuen Stationierungskonzept geschlossen werden. Der Entscheid, Alpnach zu schliessen, wurde rückgängig gemacht. Ebenso wird überprüft, Dübendorf über das Jahr 2014 hinaus als Flugplatz für Helikopter und Propellerflugzeuge zu erhalten.
Militärflugplatz Alpnach (LSMA)
Hauptflugplatz sämtlicher Lufttransporte mit dem Lufttransportgeschwader 2.
Flughafen Bern (LSMB)
Bern-Belp ist kein eigentlicher Militärflugplatz. Nur der Lufttransportdienst des Bundes ist dort stationiert.
Militärflugplatz Dübendorf (LSMD)
Dübendorf war lange der wichtigste Militärflugplatz der Schweiz. Nachdem die Kampfflugzeuge abgezogen wurden, sind dort ein Lufttransportgeschwader sowie einige Propellerflugzeuge und die Instrumentenflugstaffel 14 stationiert.
Militärflugplatz Emmen (LSME)
Emmen ist ein Trainings- und Ausweichflugplatz für Kampf- und Propellerflugzeuge sowie Helikopter. Nebst der bekannten Kunstflugstaffel Patrouille Suisse, die ihre Homebase in Emmen hat, fliegen dort teilweise auch die Berufs- und Milizstaffeln mit F/A-18 Hornet und F-5 Tiger. Die Lufttransportstaffel 7, das Drohnenkommando 84, die Pilotenschule (Hauptstandort) sowie die Zielfliegerstaffel sind dort stationiert. Der Hauptsitz der RUAG Aviation ist in Emmen; der Ort ist auch Ausgangspunkt für allfällige Erprobungs- und Evaluationsflüge. Emmen ist das Simulatorzentrum der Luftwaffe. Ein AS532 (Super Puma und Cougar), PC-21-,ADS 95 und Eurocopter EC635 Simulator befinden sich dort.
Flugplatzkommando Locarno (LSMO)
Locarno ist für die Grundschulung der Piloten und der Fallschirmaufklärer zuständig. Im Weiteren befinden sich dort ein PC-7 Simulatoren. Von der Airbase in Locarno werden die Drohnenaktivitäten der ADS 95 im Tessin zur Grenzüberwachung gelenkt. Locarno verfügt über drei Pisten (eine Hartbelag- und zwei Graspisten), militärisch wird normal nur die Hartbelagpiste genutzt.
Militärflugplatz Meiringen (LSMM)
Meiringen ist seit 2006 Heimatsbasis eines Fliegergeschwaders. Es ist ein Kriegsflugplatz mit Flugzeugkavernen und neben Payerne das zweite Standbein für die Luftverteidigung und den täglichen Flugbetrieb. Meiringen gilt als der einzige noch benutzte Kavernenflugplatz der Schweiz.
Militärflugplatz Payerne (LSMP)
Payerne ist ein Kriegsflugplatz, auf dem vor allem die F/A-18 operieren. Stationiert sind dort zwei Fliegerstaffeln mit einem Fliegergeschwader, ein Lufttransportgeschwader, teilweise das Drohnenstaffel, eine Ausbildungsstaffel und teilweise die Pilotenschule. Der Kriegsflugplatz Payerne ist der wichtigste Kampfjet-Militärflugplatz der Luftwaffe.

### Historische Militärflugplätze
Während des Zweiten Weltkriegs sowie im Kalten Krieg wurden zudem noch die folgenden Militärflugplätze genutzt, wobei einige anfänglich lediglich über Graspisten verfügten und keine eigene Infrastruktur besassen. 
Die Luftwaffe wollte laut einer Ankündigung im März 2025 auf den drei Flugplätzen Buochs, St. Stephan und Mollis auch in Zukunft bei Übungen weiterhin «einige wenige Flüge» mit Kampfjets durchführen.
- Flugplatz Buochs (LSZC)
- Flugfeld Lodrino (LSML)
- Flughafen Sion (LSMS)
- Flugplatz Ambrì (LSPM)
- Ems GR, der noch übrig gebliebene Leichtfliegerhangar wurde 2014 abgebrochen.
- Militärflugplatz Frutigen (LSFR)
- Flugplatz Interlaken (LSMI)
- Flugplatz Kägiswil (LSPG)
- Flugplatz Mollis (LSMF)
- Flugplatz Münster VS (LSPU)
- Flugplatz Raron (LSMN)
- Flugplatz Reichenbach (LSGR)
- Flugplatz Saanen (LSGK)
- Militärflugplatz San Vittore (LSXV)
- Flugplatz St. Stephan (LSTS)
- Flugplatz Thun (LSZW)
- Militärflugplatz Turtmann (LSMJ)
- Militärflugplatz Ulrichen (LSMC)
- Flugplatz Zweisimmen (LSTZ)

### Autobahnen als Startbahnen im Kalten Krieg
Auf Abschnitten einiger Schweizer Autobahnen wurde die Leitplanke durch zwei Kilometer lange Stahlseile ersetzt.
Mit dem Ende des Kalten Kriegs und den Restrukturierungen der Schweizer Armee wurden laufend Objekte aus dem Inventar der militärischen Infrastruktur entlassen, darunter auch verschiedene Nationalstrassen-Bauten. Mit der Armeereform 1995 wurde das Konzept der Flugplätze auf Nationalstrassen vorübergehend aufgegeben. Es wurde vorübergehend kein Unterhalt mehr betrieben und kein Einsatz mehr erprobt. Jedoch erachtet die Schweizer Luftwaffe die Fähigkeit der Dezentralisierung weiterhin für notwendig. Dazu gehören nach wie vor Operationen von zivilen Flugplätzen, ehemaligen Militärflugplätzen und von Autobahnabschnitten. Am 5. Juni 2024 soll erstmals seit dem Kalten Krieg ein Test mit Starts und Landungen von Kampfjets stattfinden, wobei der Autobahnabschnitt zwischen Avenches und Payerne vom 4. bis 6. Juni für maximal 36 Stunden für F/A-18 Flugzeuge gesperrt wird.

## Unfälle
Seit 1941 ereigneten sich in der Schweizer Luftwaffe rund 400 Flugunfälle mit über 350 Todesopfern. Bis jetzt, Stand September 2016, verunglückten unter anderem eine F/A-18C, drei F/A-18D, zehn F-5E Tiger, ein BAE Hawk, neun Mirage IIIS, eine Mirage IIIBS, zwei Cougar, eine Pilatus PC-9, 28 Hawker Hunter, 29 de Havilland DH.100 Vampire und etwa 50 de Havilland DH.112 Venom.
Das bisher opferreichste Unglück ereignete sich am 27. August 1938. Fünf Maschinen des Typs Fokker CV-E flogen im Formationsflug vom Militärflugplatz Dübendorf via Disentis nach Bellinzona. In der Region Hoch-Ybrig wurden die Piloten von Nebel überrascht. Vier der zweisitzigen Maschinen stürzten ab. Sieben Piloten und Mechaniker starben, einer überlebte schwer verletzt.

## Kommandanten seit 1914
Die Bezeichnung der Schweizer Luftwaffe wechselte im Lauf der Zeit mehrfach: 1914 bis 1924 Fliegerabteilung, 1925 bis 1936 Fliegertruppe, 1936 bis 1995 Flieger- und Fliegerabwehrtruppen, seit 1996 Luftwaffe. Die Rangbezeichnung lautete bis 1935 nur Kommandant, von 1936 bis 1967 Kommandant bzw. Waffenchef, ab 1968 wieder nur Kommandant.
- 31. Juli 1914 bis Oktober 1916: Hauptmann i Gst Theodor Real
- Oktober 1916 bis März 1917: Hauptmann i Gst Marc Schleppy
- 2. April 1917 bis November 1918: Major i Gst Walter Scherrer
- 19. November bis 15. Dezember 1918: Hauptmann i Gst Ludwig Daniel Holzach
- 16. Dezember 1918 bis 31. März 1920: Major i Gst Arnold Isler
- 1. April 1920 bis 31. Dezember 1929: Oberstleutnant i Gst Albert Müller
- 1. Januar 1930 bis 31. März 1936: Oberst Philippe Bardet
- 14. Oktober 1936 bis 31. Dezember 1943: Oberstdivisionär Hans Bandi
- 1. Januar 1944 bis 31. Dezember 1952: Oberstdivisionär Fritz Rihner
- 1. Januar 1953 bis 11. Oktober 1964: Oberstdivisionär Etienne Primault
- 1. Januar 1965 bis 30. Juni 1973: Oberstkorpskommandant Dr. Eugen Studer
- 1. Juli 1973 bis 31. Dezember 1980: Korpskommandant Kurt Bolliger
- 1. Januar 1981 bis 31. Dezember 1983: Korpskommandant Arthur Moll
- 1. Januar 1984 bis 31. Dezember 1986: Korpskommandant Ernst Wyler
- 1. Januar 1987 bis 31. Dezember 1989: Korpskommandant Walter Dürig
- 1. Januar 1990 bis 6. März 1992: Korpskommandant Werner Jung
- 16. März 1992 bis 31. Dezember 1999: Korpskommandant Fernand Carrel
- 1. Januar 2000 bis 31. Dezember 2005: Korpskommandant Hans-Rudolf Fehrlin (Schreibweise auch Hansruedi Fehrlin)
- 1. Januar 2006 bis 20. Juni 2008: Korpskommandant Walter Knutti
- 21. Juni 2008 bis 31. Dezember 2012: Korpskommandant Markus Gygax (bis 28. Februar 2009: ad interim)
- 1. Januar 2013 bis 31. Dezember 2017: Korpskommandant Aldo C. Schellenberg
- 1. Januar 2018 bis 30. Juli 2021: Divisionär Bernhard Müller[170]
- Seit 1. Juli 2021: Divisionär Peter Merz[171]